# Las Palmas de Gran Canaria

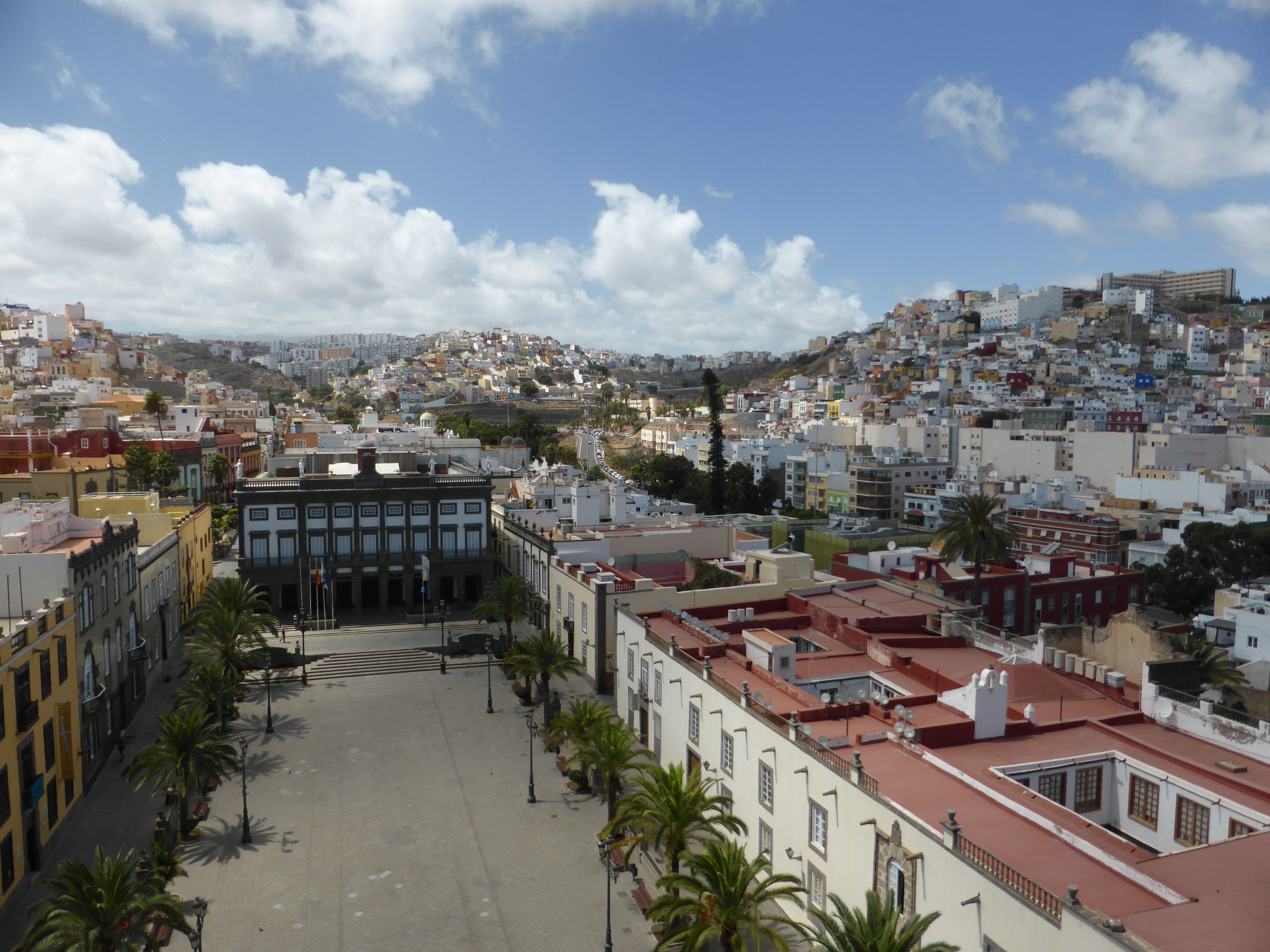
Plaza de Santa Ana

Las Palmas de Gran Canaria es una ciudad y municipio español, capital de la isla de Gran Canaria, de la provincia de Las Palmas y de la comunidad autónoma de Canarias (capitalidad compartida con Santa Cruz de Tenerife). Su población es de 380 436 habitantes (INE 2024), es la ciudad más poblada de Canarias y la novena de toda España.
La ciudad fue fundada en 1478, siendo considerada la capital de facto (sin significado jurídico y real) del archipiélago canario hasta el siglo XVII. Es sede de la delegación del gobierno de España, así como de su correspondiente subdelegación provincial, de la presidencia del gobierno de Canarias en períodos legislativos alternos con Santa Cruz de Tenerife, de la presidencia del Tribunal Superior de Justicia de Canarias, de la diócesis de Canarias (que engloba a la provincia de Las Palmas), del Consejo Económico y Social de Canarias, así como otras instituciones como la Casa África. El carnaval de la ciudad es uno de los eventos más importantes de Canarias, y goza de una importante proyección nacional e internacional.
Los municipios colindantes a la ciudad forman un área metropolitana de más de 600 000 habitantes, constituyendo el área metropolitana más grande de Canarias y novena de España. El municipio tiene una extensión de 100,55 km² (ISTAC, 2003). Su altitud es de 8 m sobre el nivel del mar (en la parte más meridional). El clima es de escasas precipitaciones, con una temperatura media de unos 22 °C.
La ciudad cuenta con infraestructuras de diversas épocas históricas. La catedral de Canarias, situada en el barrio de Vegueta es un edificio emblemático de la ciudad, siendo la primera obra destacada y la más importante que mandaron construir los Reyes Católicos el 20 de abril de 1478 fuera de la Península. En cuanto a edificios modernos, destaca el auditorio Alfredo Kraus, en el cual se realizan eventos internacionales y nacionales. Está situado junto a la playa de las Canteras y fue nombrado en honor al tenor Alfredo Kraus, nacido en la ciudad. También el teatro Pérez Galdós es un edificio emblemático de la ciudad, reformado recientemente. Otra muestra es la torre Woermann, un buen ejemplo de arquitectura contemporánea en la ciudad, que con sus 76 m destaca en la ciudad como uno de los edificios más altos.

## Geografía

### Clima
En 1996, Thomas Whitmore, director de investigación sobre climatología en la universidad de Syracuse, (Nueva York), realizó un análisis científico de los climas de 600 ciudades de todo el mundo, para concluir que con base en distintos parámetros Las Palmas de Gran Canaria obtiene una calificación perfecta, considerándola como «la ciudad con el mejor clima del mundo». A este benigno clima contribuye el hecho de que la ciudad se extienda linealmente entre dos franjas costeras (por un lado, el eje avenida Marítima/playa de Las Alcaravaneras; por otro, la playa de las Canteras): la doble brisa que se recibe de ambas permite una mejor limpieza de la contaminación y una mayor refrigeración ambiental.
La ciudad presenta un clima árido cálido (BWh) de acuerdo con la clasificación climática de Köppen, altamente influenciado por los vientos alisios. Debido a la variabilidad geográfica y climática del municipio de Las Palmas de Gran Canaria, este presenta otros cuatro tipos de clima, dándose en el siguiente orden conforme nos alejamos del mar y por tanto se incrementa la altitud: El clima semiárido cálido (BSh), el clima semiárido frío (BSk), el clima mediterráneo (Csa) y el clima oceánico mediterráneo (Csb). Los inviernos de la ciudad están justo por encima de la media para ser considerado un clima tropical (18 °C de media en enero, el mes más frío). Unido a la situación del archipiélago junto al trópico de Cáncer, estos factores proporcionan a Las Palmas de Gran Canaria temperaturas medias de 19 °C en invierno y 25 °C en verano. Los vientos alisios —llegados del norte europeo— traen aire fresco y húmedo. Las nubes procedentes del continente filtran los rayos solares y la corriente marina de aguas frías del Golfo regula las oscilaciones térmicas.
A continuación se muestran los valores climatológicos registrados en la estación meteorológica del aeropuerto de Gran Canaria en el periodo 1981-2010 excepto las extremas, que son del periodo 1951-2016. A pesar de que la estación está a unos 18 km de la ciudad de Las Palmas de Gran Canaria (en el municipio de Ingenio), los valores registrados en esta estación pueden tomarse de referencia para describir el clima de la ciudad.
| Parámetros climáticos promedio de Observatorio del Aeropuerto de Gran Canaria (municipio de Ingenio) (24 m s. n. m.) (Periodo de referencia: 1991-2020, extremas: 1951-presente) | Parámetros climáticos promedio de Observatorio del Aeropuerto de Gran Canaria (municipio de Ingenio) (24 m s. n. m.) (Periodo de referencia: 1991-2020, extremas: 1951-presente) | Parámetros climáticos promedio de Observatorio del Aeropuerto de Gran Canaria (municipio de Ingenio) (24 m s. n. m.) (Periodo de referencia: 1991-2020, extremas: 1951-presente) | Parámetros climáticos promedio de Observatorio del Aeropuerto de Gran Canaria (municipio de Ingenio) (24 m s. n. m.) (Periodo de referencia: 1991-2020, extremas: 1951-presente) | Parámetros climáticos promedio de Observatorio del Aeropuerto de Gran Canaria (municipio de Ingenio) (24 m s. n. m.) (Periodo de referencia: 1991-2020, extremas: 1951-presente) | Parámetros climáticos promedio de Observatorio del Aeropuerto de Gran Canaria (municipio de Ingenio) (24 m s. n. m.) (Periodo de referencia: 1991-2020, extremas: 1951-presente) | Parámetros climáticos promedio de Observatorio del Aeropuerto de Gran Canaria (municipio de Ingenio) (24 m s. n. m.) (Periodo de referencia: 1991-2020, extremas: 1951-presente) | Parámetros climáticos promedio de Observatorio del Aeropuerto de Gran Canaria (municipio de Ingenio) (24 m s. n. m.) (Periodo de referencia: 1991-2020, extremas: 1951-presente) | Parámetros climáticos promedio de Observatorio del Aeropuerto de Gran Canaria (municipio de Ingenio) (24 m s. n. m.) (Periodo de referencia: 1991-2020, extremas: 1951-presente) | Parámetros climáticos promedio de Observatorio del Aeropuerto de Gran Canaria (municipio de Ingenio) (24 m s. n. m.) (Periodo de referencia: 1991-2020, extremas: 1951-presente) | Parámetros climáticos promedio de Observatorio del Aeropuerto de Gran Canaria (municipio de Ingenio) (24 m s. n. m.) (Periodo de referencia: 1991-2020, extremas: 1951-presente) | Parámetros climáticos promedio de Observatorio del Aeropuerto de Gran Canaria (municipio de Ingenio) (24 m s. n. m.) (Periodo de referencia: 1991-2020, extremas: 1951-presente) | Parámetros climáticos promedio de Observatorio del Aeropuerto de Gran Canaria (municipio de Ingenio) (24 m s. n. m.) (Periodo de referencia: 1991-2020, extremas: 1951-presente) | Parámetros climáticos promedio de Observatorio del Aeropuerto de Gran Canaria (municipio de Ingenio) (24 m s. n. m.) (Periodo de referencia: 1991-2020, extremas: 1951-presente) |
| Mes | Ene. | Feb. | Mar. | Abr. | May. | Jun. | Jul. | Ago. | Sep. | Oct. | Nov. | Dic. | Anual |
| --- | --- | --- | --- | --- | --- | --- | --- | --- | --- | --- | --- | --- | --- |
| Temp. máx. abs. (°C) | 30.8 | 30.9 | 34.0 | 34.3 | 36.0 | 36.9 | 44.2 | 39.0 | 39.0 | 36.0 | 36.2 | 29.4 | 44.2 |
| Temp. máx. media (°C) | 21.1 | 21.3 | 22.2 | 22.9 | 24.0 | 25.6 | 27.2 | 27.8 | 27.2 | 26.3 | 24.3 | 22.3 | 24.4 |
| Temp. media (°C) | 18.2 | 18.3 | 19.0 | 19.8 | 20.9 | 22.6 | 24.1 | 24.9 | 24.4 | 23.3 | 21.4 | 19.4 | 21.3 |
| Temp. mín. media (°C) | 15.2 | 15.3 | 15.7 | 16.6 | 17.8 | 19.5 | 21.0 | 21.9 | 21.6 | 20.3 | 18.4 | 16.5 | 18.3 |
| Temp. mín. abs. (°C) | 8.0 | 7.5 | 6.5 | 9.0 | 11.3 | 12.0 | 14.8 | 16.0 | 14.6 | 14.0 | 7.0 | 9.7 | 6.5 |
| Precipitación total (mm) | 23.4 | 19.8 | 11.9 | 5.0 | 0.8 | 0.4 | 0.0 | 0.6 | 5.0 | 21.2 | 17.4 | 28.7 | 134.6 |
| Días de precipitaciones (≥ 1 mm) | 2.7 | 2.8 | 2.3 | 1.2 | 0.2 | 0.1 | 0.0 | 0.2 | 1.1 | 2.8 | 3.4 | 4.0 | 20.6 |
| Horas de sol | 186 | 189 | 232 | 234 | 267 | 273 | 301 | 304 | 249 | 214 | 180 | 183 | 2849 |
| Humedad relativa (%) | 65 | 65 | 65 | 64 | 64 | 65 | 64 | 66 | 68 | 69 | 67 | 67 | 66 |
| Fuente: Agencia Estatal de Meteorología | | | | | | | | | | | | | |

### Playas

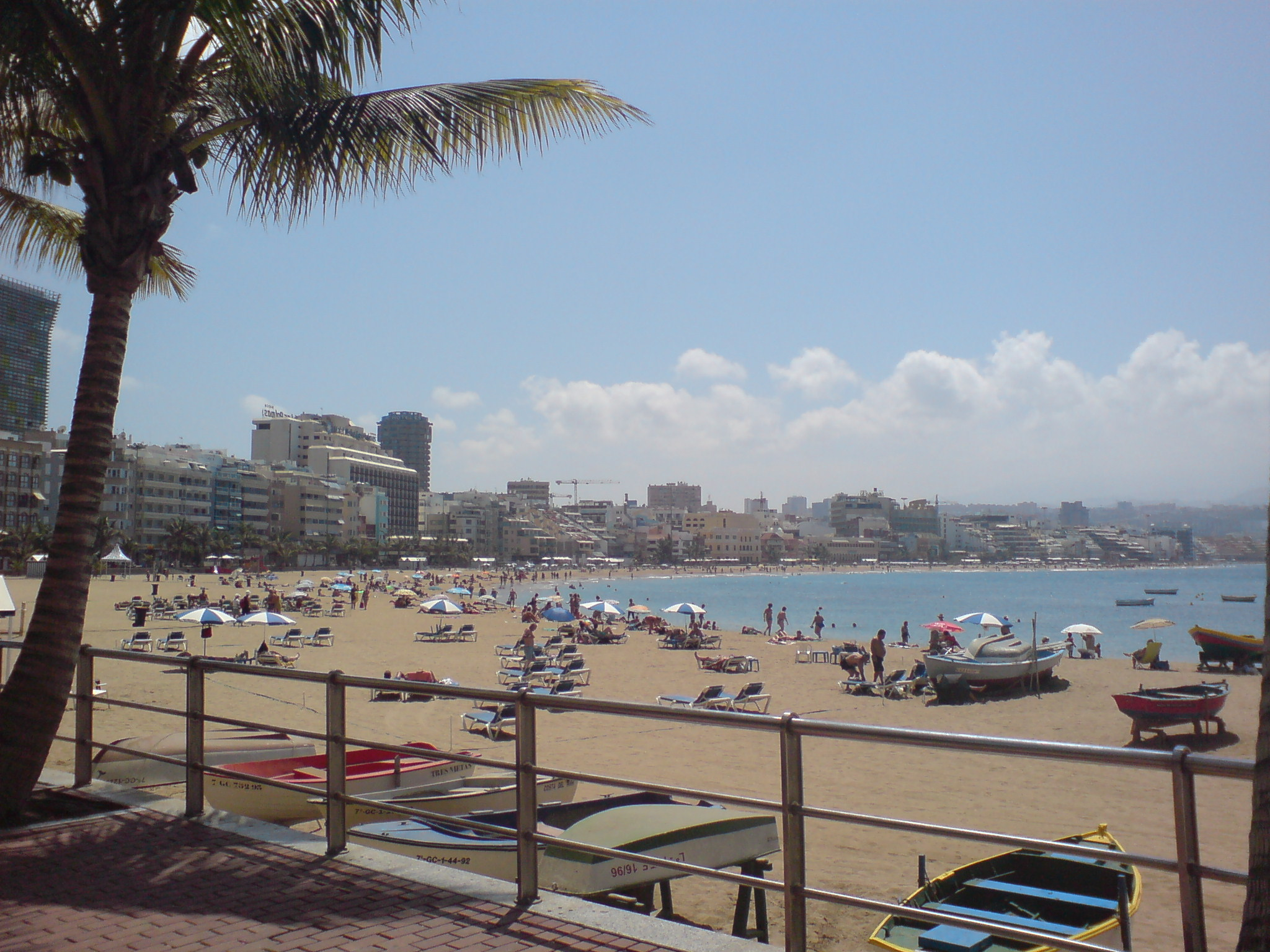
Playa de Las Canteras

La ciudad cuenta con cinco playas, de las cuales la más importante es la de Las Canteras. Ubicada en el norte de la ciudad, la singularidad de esta playa de arena dorada reside fundamentalmente en su barra, un arrecife calcáreo de más de 100 000 años de antigüedad. La barra casi recorre los 3100 m de longitud de la playa en paralelo a la orilla y a una distancia de 200 m, por lo que constituye un rompeolas natural y proporciona unas aguas siempre calmas en buena parte de ella. Con una temperatura media anual de 21 °, posee además un ecosistema único, con diferentes hábitats y abundante riqueza piscícola.
Las Canteras es la playa urbana más importante del Archipiélago Canario y una de las más destacadas de Europa. Así lo acredita el certificado UNE-EN ISO 14001, concedido por AENOR en junio de 2004. Está bien conectada mediante transporte público y durante todo el año se organizan actividades de ocio y esparcimiento en ella. Las otras cuatro playas que tiene la capital son Las Alcaravaneras, El Confital, San Cristóbal y La Laja. Además, la playa de Las Canteras cuenta con el certificado UNE-EN ISO 14001, de AENOR, que solo poseen en España las playas de La Concha –en San Sebastián– y La Victoria –en Cádiz– por la implantación de un sistema para la gestión integral del Medio Ambiente. La otra playa más concurrida de la ciudad es Las Alcaravaneras, está situada junto al Muelle Deportivo y dentro de las aguas del Puerto de la Luz, que de esta forma está enmarcada entre dos clubes náuticos, el Real Club Náutico de Gran Canaria, y el mencionado Muelle Deportivo.

### Espacios verdes
La ciudad posee diversos parques y plazas como los Parques de Santa Catalina, San Telmo, Doramas y Romano, a los que se han ido sumando otros más recientes como el parque de Las Rehoyas (con 100 000 m²) y el parque Juan Pablo II (con 120 000 m²), el mayor parque de Canarias. Y el último en añadirse a la lista es el parque de La Mayordomía, en el barrio de Tamaraceite. Este espacio municipal ocupa 3728 m cuadrados y cuenta con 35 parcelas de 27 m cuadrados para la gestión y cultivo. Este huerto urbano que se encuentra dentro del parque, viene a ampliar la ya significativa cifra de los existentes en la ciudad como los habilitados de El Polvorín, El Pambaso, Siete Palmas y Pino Apolinario, además de otro que se ejecuta en estos momentos en el barrio de El Lasso, en el Distrito Vegueta-Cono Sur-Tafira. La ciudad dispone actualmente de seis huertos urbanos y avanza para contar con siete, unas áreas que persiguen el fomento del desarrollo sostenible y la calidad medioambiental, resaltando a su vez el clima acogedor y participativo de la ciudad.
La ciudad dispone de 22 zonas verdes propiamente dichas. Además, cuenta con varias plazas y alamedas. Entre otros destacan:
- Jardín botánico Viera y Clavijo
- Parque de Las Rehoyas
- Parque de ocio en Cuesta Ramón
- Parque Doramas
- Parque urbano de Siete Palmas (parque Juan Pablo II)
- Parque urbano de La Ballena

## Historia

### Fundación

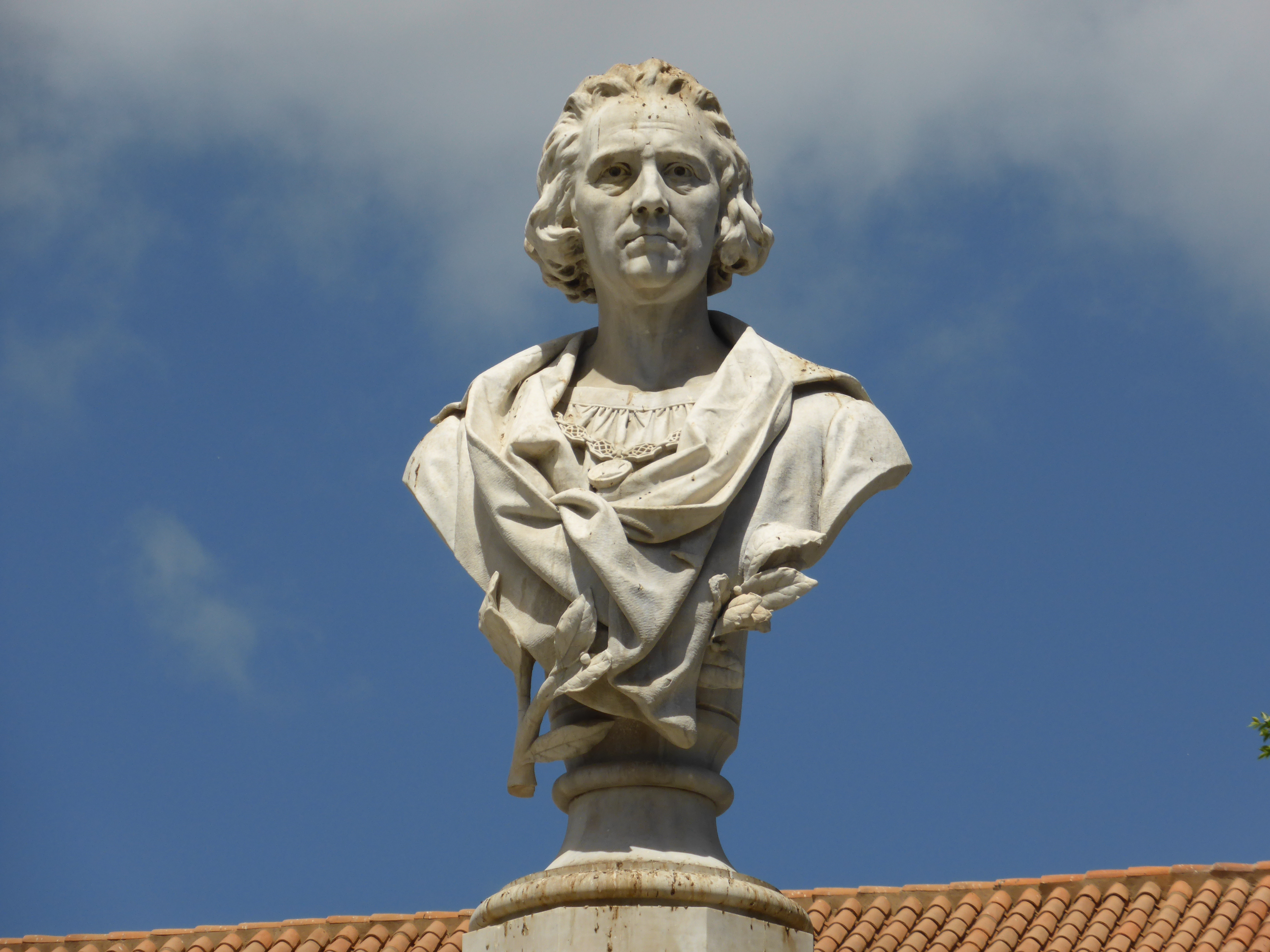
Escultura de 1892 representando a Cristóbal Colón

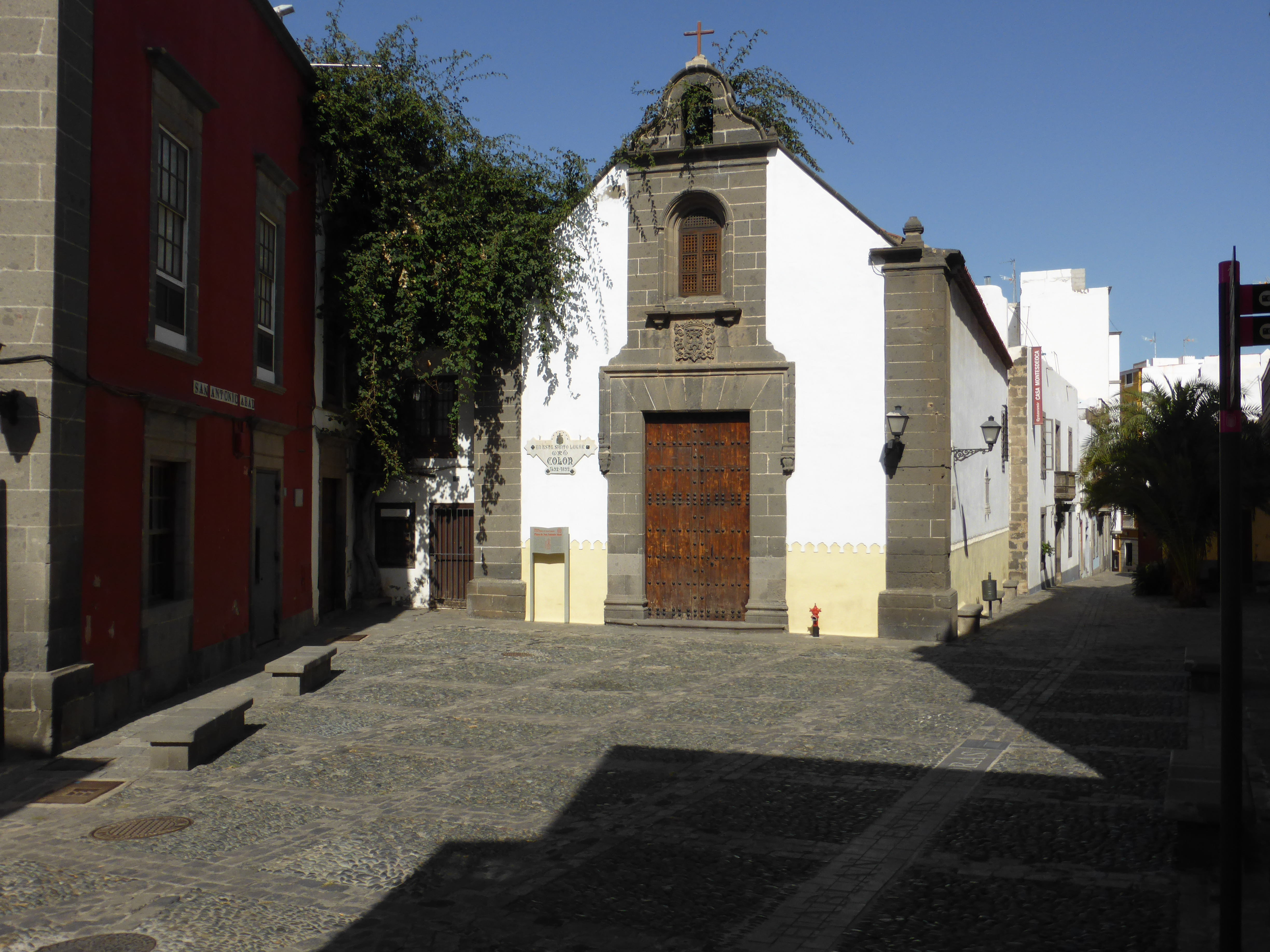
Ermita de San Antonio Abad. Según la tradición, rezó Colón en ella en 1492

Los orígenes fundacionales de la ciudad de Las Palmas de Gran Canaria se remontan al año 1478, concretamente al 24 de junio (día de San Juan), momento en el cual Juan Rejón, capitán de la Corona de Castilla, inició la conquista de la isla de Gran Canaria. Esta comenzó en la desembocadura del barranco de Guiniguada, hoy barrio de Vegueta, donde situó el primer asentamiento fortificado al que llamó real de Las Palmas.
La lucha se prolongó por un periodo de cinco años, costando un gran número de vidas, sobre todo en el bando aborigen, que carecía de medios suficientes para defenderse frente a los ejércitos enviados por los Reyes Católicos. El final de la conquista llegaría en 1483 con la incorporación de la isla a la Corona de Castilla por parte de Pedro de Vera, quien logró la victoria sobre los aborígenes de Gáldar en la zona noroeste de la isla.
En 1485 se trasladó la diócesis desde El Rubicón (Lanzarote) hasta el Real de Las Palmas. La importancia de la ciudad crecería paulatinamente, constituyéndose el Obispado de Canarias, el primer Tribunal de la Santa Inquisición, la Real Audiencia de Canarias y la residencia de Capitanes Generales de Canarias. Aunque la capitalidad, tal y como se entiende a partir del siglo XIX, no existía como tal en el Archipiélago, dado que la residencia del capitán general estaba en Las Palmas se puede considerar que esta fue la capital de Canarias durante parte de los siglos XVI y XVII; después, aunque sin significado jurídico y real, continuó siendo considerada capital honorífica del archipiélago canario.
Prueba de la importancia que fue adquiriendo la urbe es la escala que realizó Cristóbal Colón en agosto de 1492 para efectuar unas reparaciones en el timón de la nave Pinta, además de cambiar el velamen original de La Niña (las velas triangulares por unas cuadradas, hecho que la convirtió en la carabela más rápida de la expedición), antes de partir hacia La Gomera. Esta fue la penúltima escala antes del descubrimiento de América.[cita requerida]
Durante estos primeros siglos de vida, la ciudad se convirtió en un punto muy activo económicamente, debido sobre todo al comercio de la caña de azúcar. En el siglo XVII se produjo una recesión a causa del freno que sufrieron las exportaciones agrarias tanto a América como a Europa. Durante la época de esplendor se asistió a numerosos ataques piráticos, que se prolongaron en el tiempo hasta el siglo XVIII.[cita requerida]

### Ataques piratas

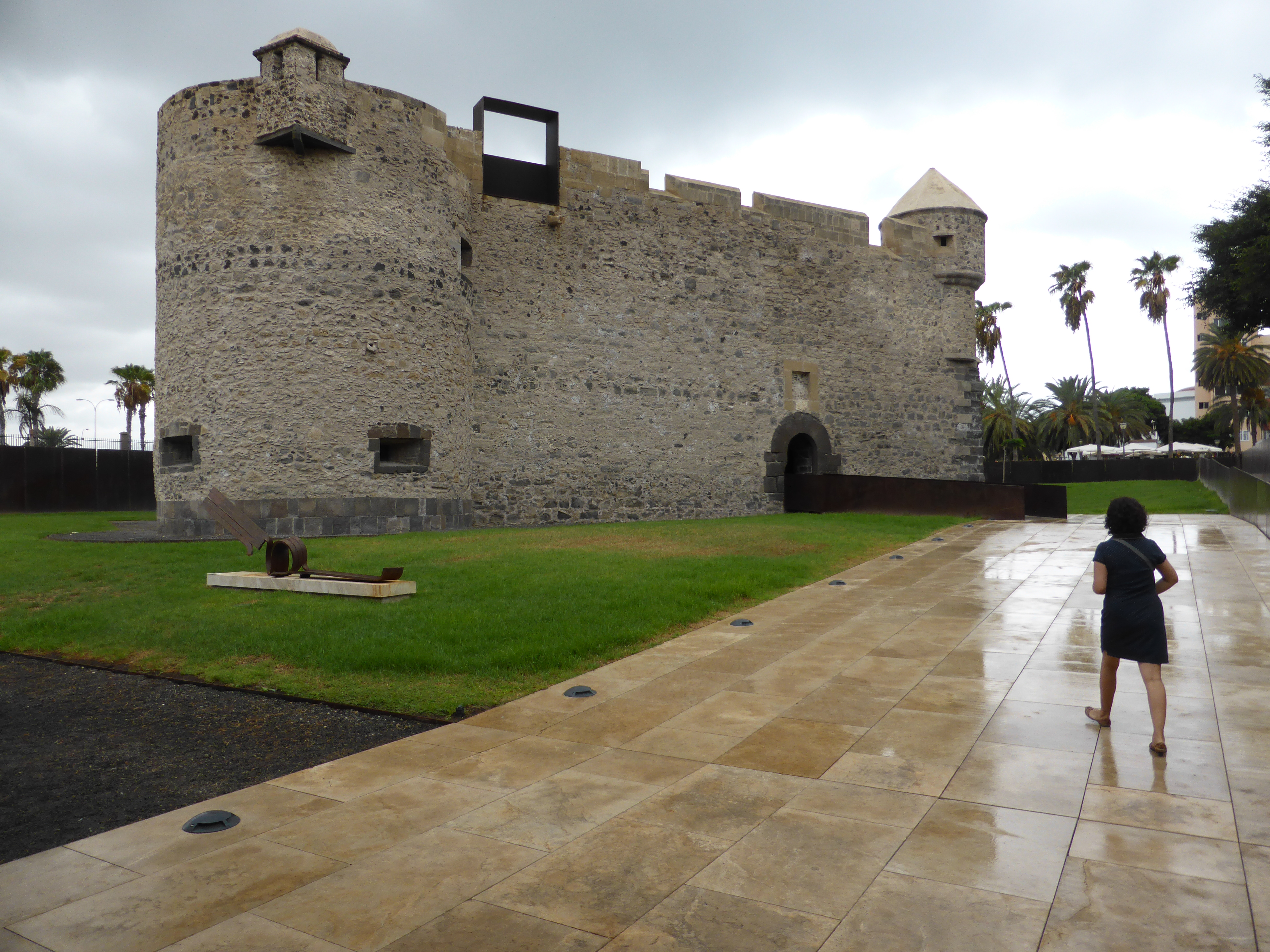
Castillo de la Luz, o de Las Isletas. Fue el primer castillo construido en la isla de Gran Canaria

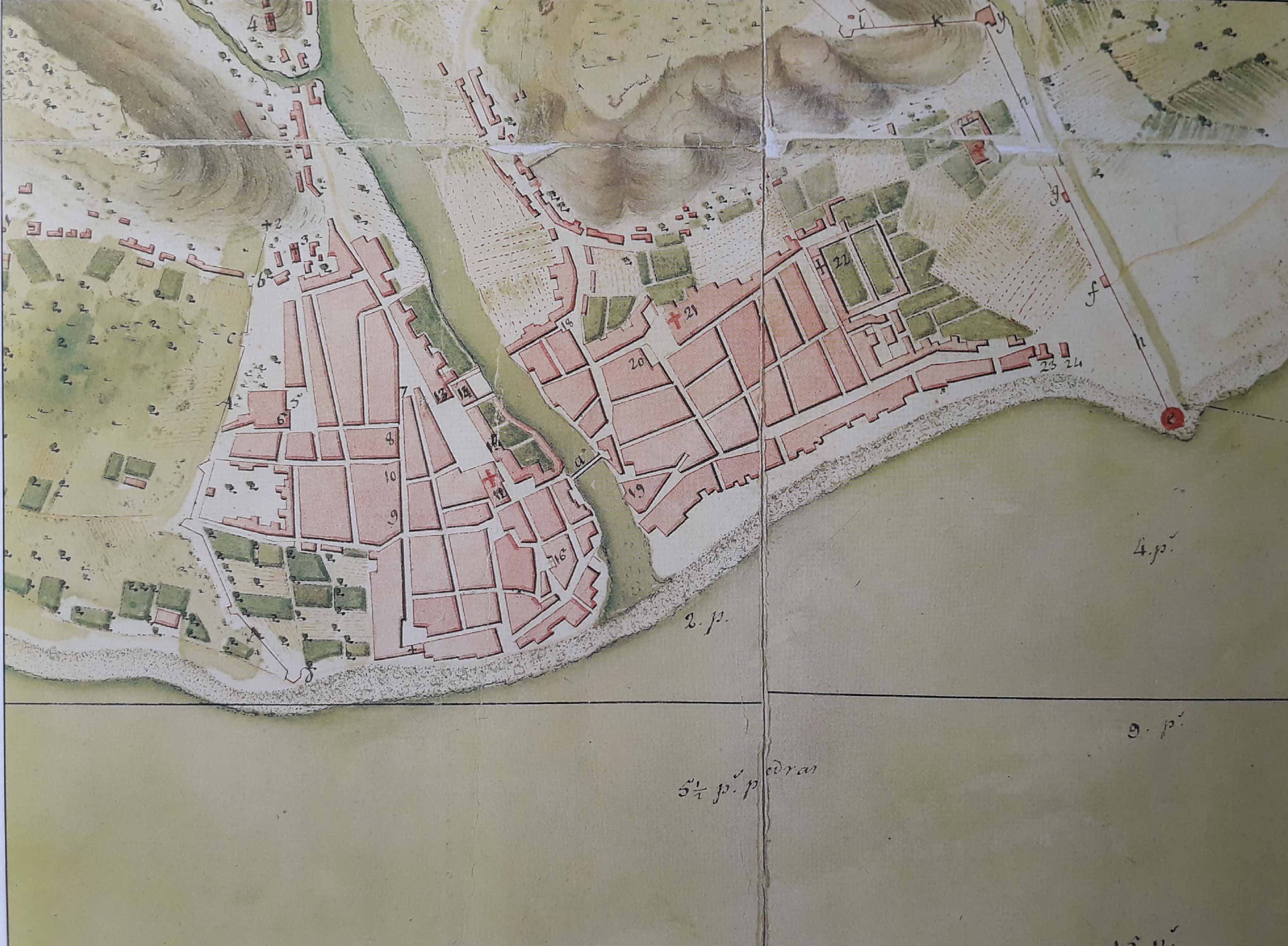
Plano de la ciudad realizado en 1792 por Luis Marquell

Desde finales del siglo XV, la ciudad se hallaba defendida solo por una fortaleza, enclavada en las montañas de la península de La Isleta. Este fortín, a cinco kilómetros de la urbe, en las inmediaciones de donde hoy se levanta el castillo de la Luz, era el más próximo para asistirla en caso de ataque. Tal precariedad defensiva se mantuvo hasta los últimos decenios del siglo XVI, cuando ya se había hecho notar la amenaza de corsarios y flotillas extranjeras. Desde entonces se empieza a dotar a la ciudad de un sistema de fortificaciones más apropiado. Así, se levantaron pequeños baluartes en el litoral, de los que ha llegado hasta nuestros días el Torreón de San Pedro Mártir, conocido popularmente como «Castillo de San Cristóbal», del año 1577. De esta misma época datan las murallas que cerraban la ciudad por sus flancos norte y sur, que vinieron a marcar los límites a su expansión urbana. Aún hoy se conservan algunos restos de ellas, justo en las cercanías del llamado castillo de Mata, hoy restaurado y convertido en el museo de la ciudad.

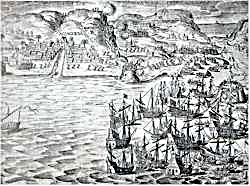
Ataque del corsario Pieter van der Does a la ciudad. Grabado neerlandés del

Estas fortificaciones no hicieron desistir a la escuadra de navíos ingleses, comandada por John Hawkins y Francis Drake, que a finales del siglo XVI (1595) pretendió sin éxito desembarcar en el litoral de Las Palmas con la intención de saquearla. Aquel ataque supuso el primer combate de la desastrosa expedición inglesa contra la América española, que acabaría en una estrepitosa derrota inglesa, costando la vida tanto a Drake como a Hawkins. Tampoco arredraron a la Gran Armada holandesa, mandada por el almirante Pieter van der Does, que se presentó ante la ciudad el 26 de junio de 1599. En esta ocasión, Las Palmas fue asediada durante dos días y finalmente, tras duros y cruentos combates, tomada en la tarde del 28 de junio por las fuerzas holandesas, formadas por más de seis mil soldados y 74 navíos. Hostigados por las milicias isleñas, que consiguieron hacerles frente y ganarles algunas batallas, los invasores permanecieron en la ciudad algunos días más. Durante este tiempo, saquearon la catedral de Canarias dedicada a Santa Ana, patrona principal de la ciudad de Las Palmas de Gran Canaria, las Casas Consistoriales, conventos y numerosas iglesias, así como algunas casas privadas y mansiones. Finalmente, el 4 de julio, después de sufrir la derrota en la batalla de El Batán, a manos de las fuerzas grancanarias que los emboscaron en el barranco de Santa Brígida los holandeses tuvieron que marcharse, no sin antes proceder al incendio de la ciudad. Las llamas afectaron a numerosas casas, conventos, hospitales, ermitas e iglesias y edificios públicos, algunos de los cuales quedaron completamente destruidos. También se perdieron numerosas obras de arte, entre ellas los retablos, altares e imaginería de la catedral. Sin embargo, no se pudo destruir el templo catedralicio gracias a la solidez de su construcción. Fue esta, por tanto, la mayor invasión en la historia de la ciudad.

### Historia reciente

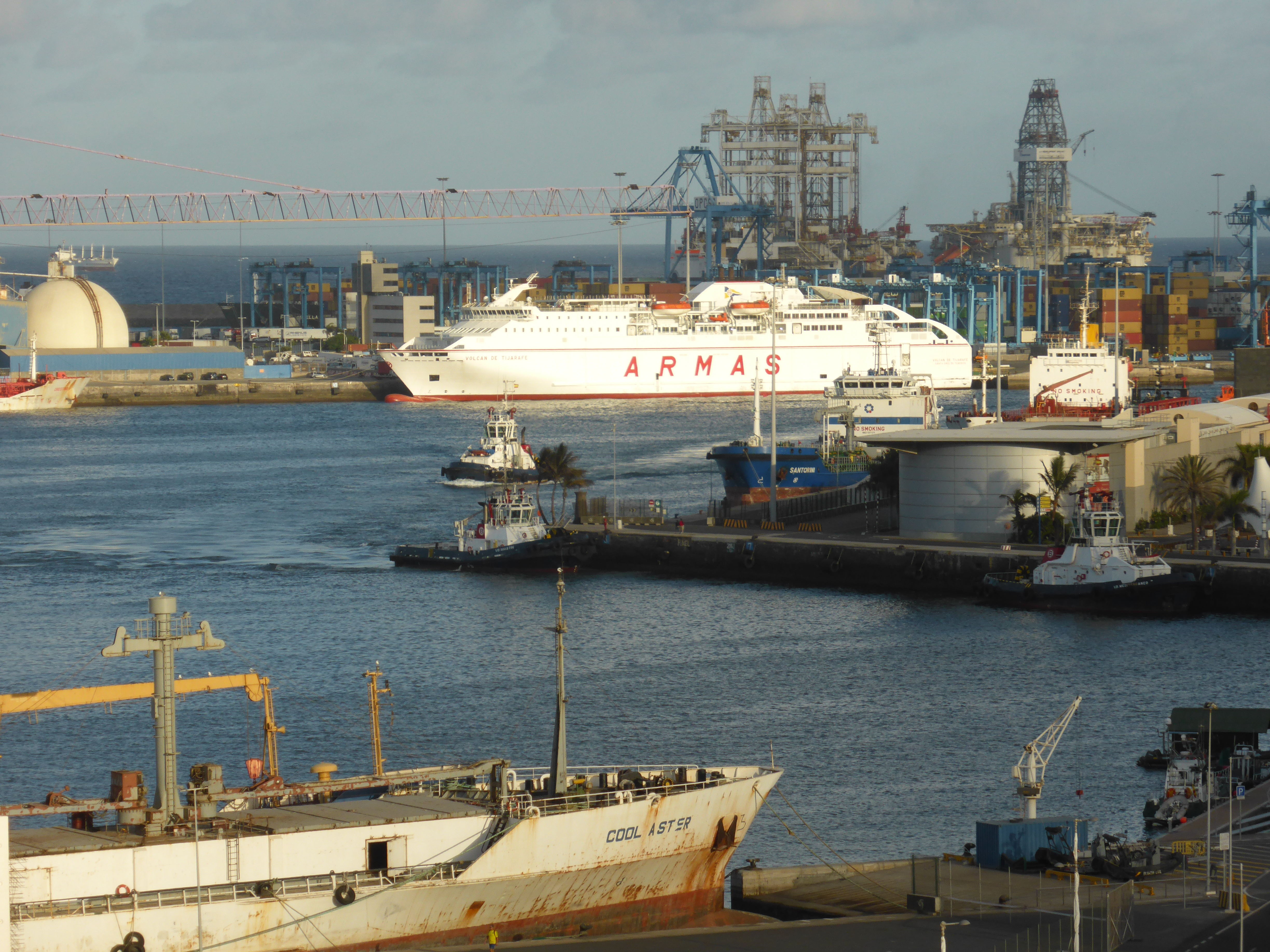
Movimiento portuario. A lo lejos, el ferry Volcán de Tijarafe

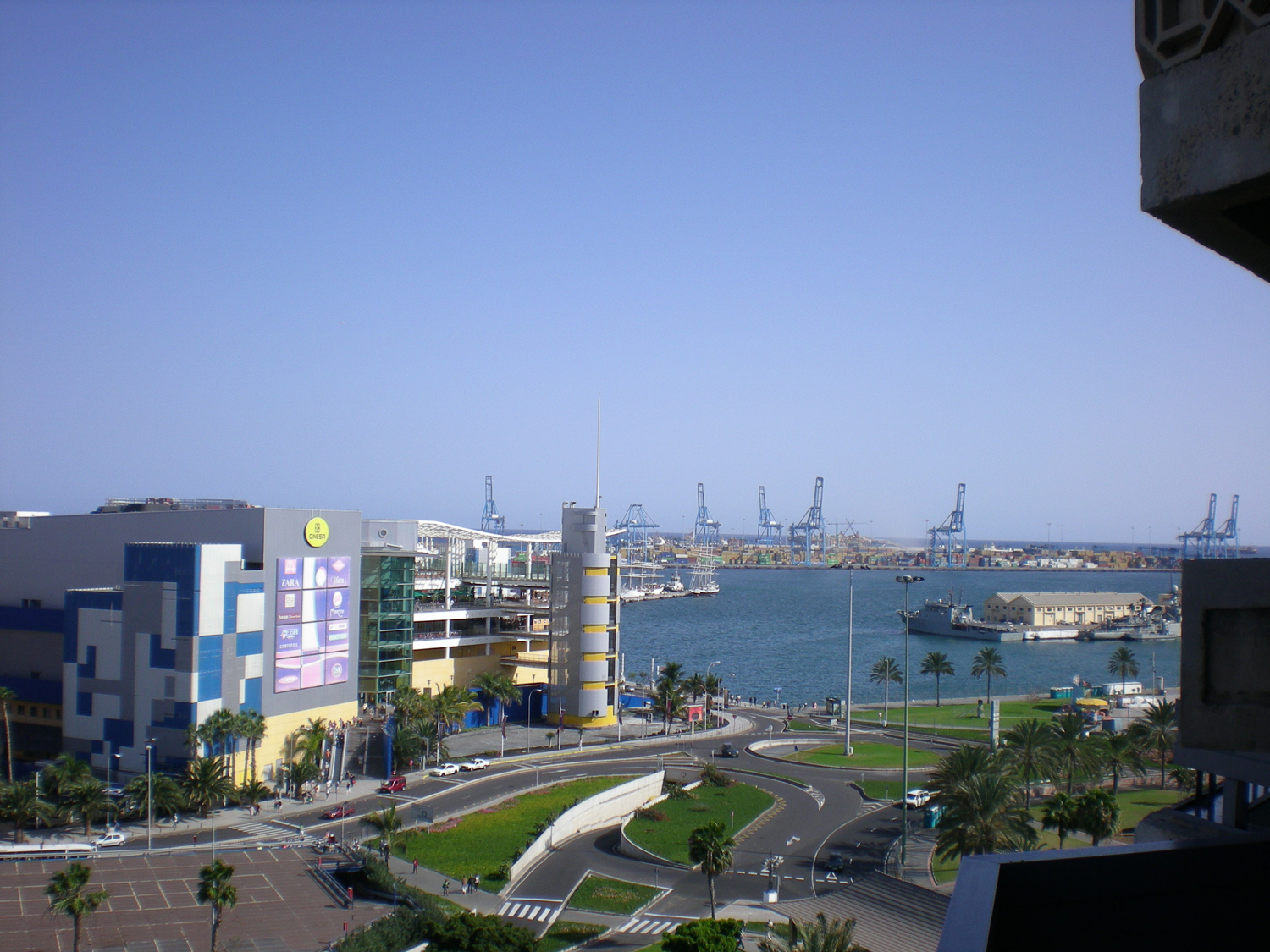
Puerto de La Luz desde la zona del parque de Santa Catalina

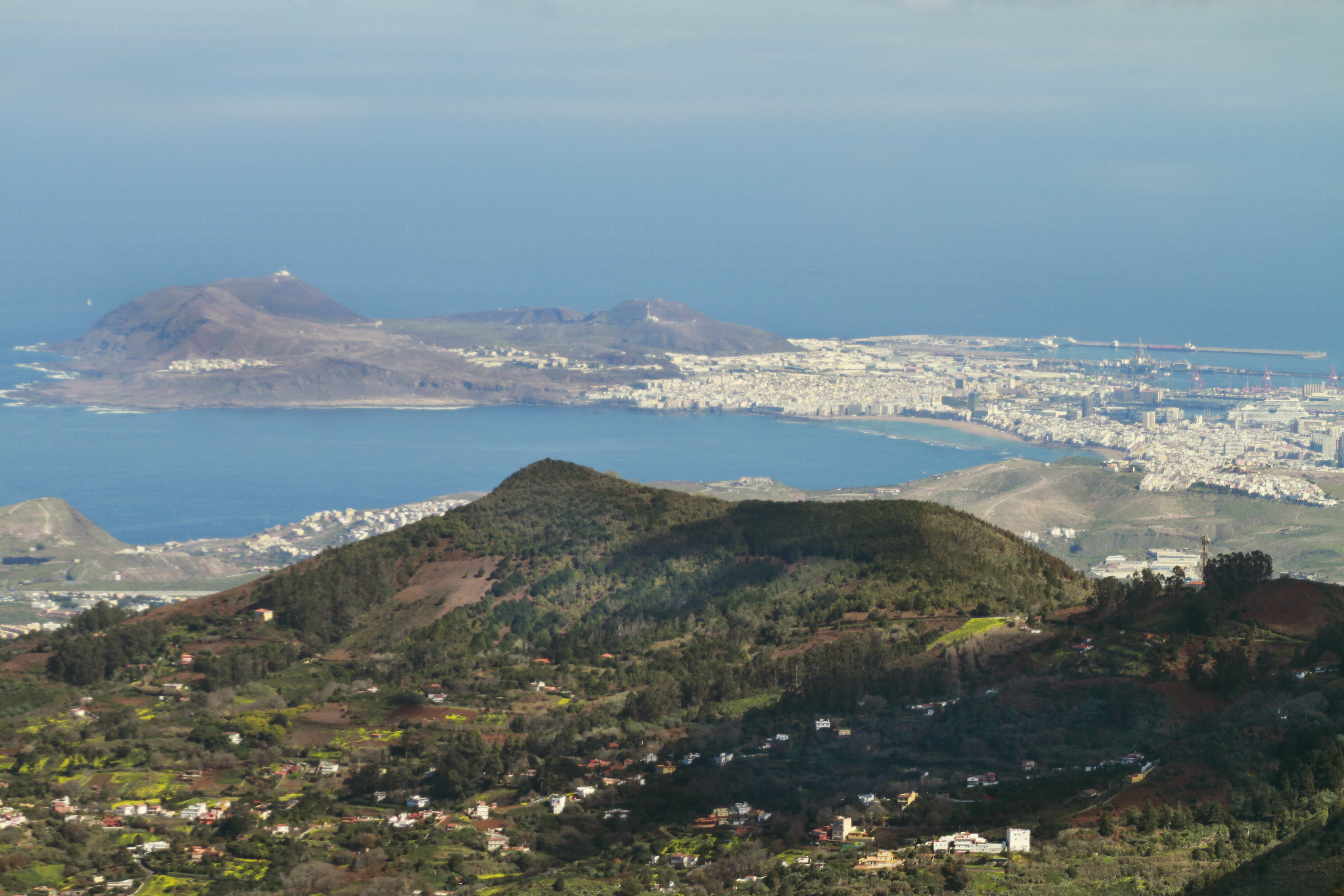
Panorámica de la ciudad con la playa de Las Canteras al fondo

En el siglo XIX se produjo un hecho de importancia vital para la economía de la ciudad: la instauración de los puertos francos. Se trataba de un régimen económico especial que favorecía las relaciones comerciales del archipiélago. Ello hizo que numerosos barcos y navieras recalaran en la isla, sembrando la semilla de lo que posteriormente se convertiría en la principal fuente de riqueza de la actualidad: el turismo. De este interés inicial por el turismo nace en 1890 el primer hotel de Gran Canaria, el hotel Santa Catalina, que en la actualidad sigue abierto y tras su renovación de 2019 obtuvo el galardón de mejor hotel histórico de lujo de Europa.
En 1927, un real decreto de la dictadura de Miguel Primo de Rivera puso fin a la provincia de Canarias. Ello supuso el nacimiento de las nuevas provincias de Santa Cruz de Tenerife y Las Palmas. Las Palmas de Gran Canaria se convirtió en capital de esta última, que integró a las islas de Gran Canaria, Lanzarote y Fuerteventura. Con esta medida se intentó poner fin a la lucha por el control económico y político de las islas que hizo nacer el llamado pleito insular.
Francisco Franco, como general de división comandante militar de las Islas Canarias, después de declarar el Estado de Guerra en todo el archipiélago partió el 18 de julio de 1936 desde Las Palmas de Gran Canaria hacia África, en lo que representó el comienzo de la sublevación que condujo a la guerra civil española. En el hotel Madrid se conserva intacta la habitación en la que hizo noche el general el día anterior al golpe de Estado contra la república.
En 1937 y aún en plena guerra civil española, el municipio de San Lorenzo es anexionado a Las Palmas de Gran Canaria tras el fusilamiento de su alcalde Juan Santana Vega y parte del consistorio electo durante la II República, quedando este reducido a un mero distrito de la capital insular, pasándose por alto la Ley de Municipal de 1935.
Varios lustros después de la finalización de la Segunda Guerra Mundial se notaron ciertos síntomas de recuperación turística, que se materializaron en la Navidad de 1957 cuando aterrizó en el aeropuerto de Gran Canaria, un avión de la compañía sueca Transair AB con 54 pasajeros. Acababa de iniciarse la era del turismo, principal motor económico de la isla y del archipiélago canario en la actualidad. Durante los años 1970 y 1980, Las Palmas de Gran Canaria perdió su carácter turístico en beneficio de los municipios del sur de la isla.
Tras la restauración democrática de 1977, la ciudad ha tenido alcaldes de distinto signo, si bien solo Juan Rodríguez Doreste (PSOE) y José Manuel Soria López (PP) han disfrutado de mandatos duraderos. En los primeros años de la Transición sufrió varios atentados terroristas del MPAIAC dirigidos desde Argelia. Entre 1976 y 1978 fueron atacados con bomba la playa de Las Canteras, Galerías Preciados, el aeropuerto, así como hoteles y otros objetivos militares, políticos y civiles.
La actual alcaldesa de Las Palmas de Gran Canaria es Carolina Darias, del PSOE, elegida en los comicios de 2023.

## Demografía

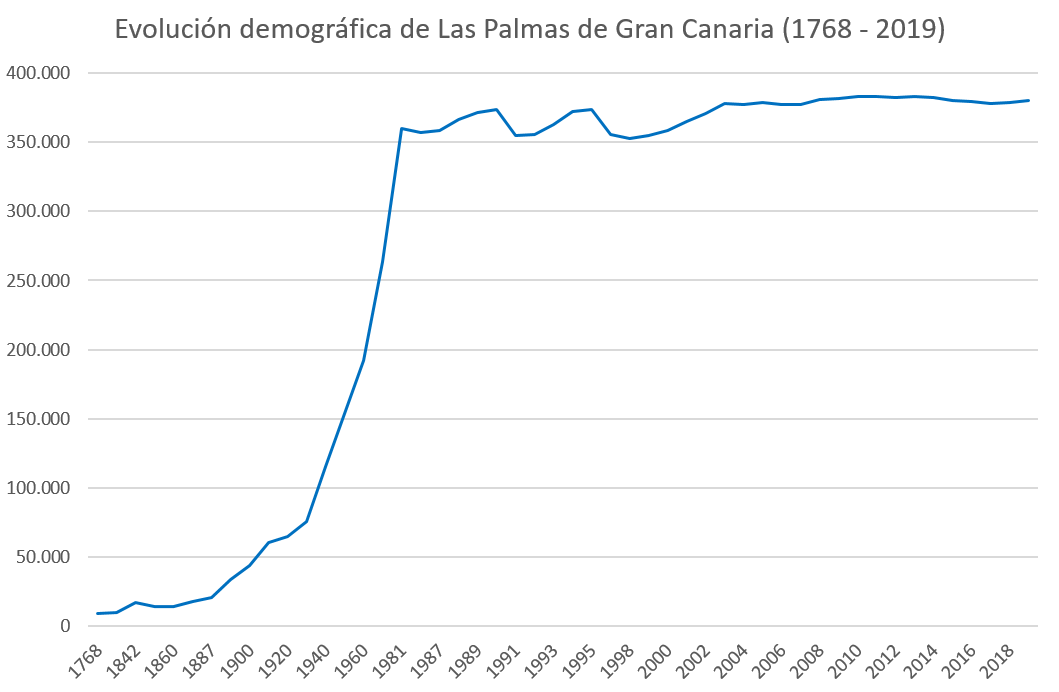
Evolución demográfica de Las Palmas de Gran Canaria (1768-2019). Fuente: ISTAC

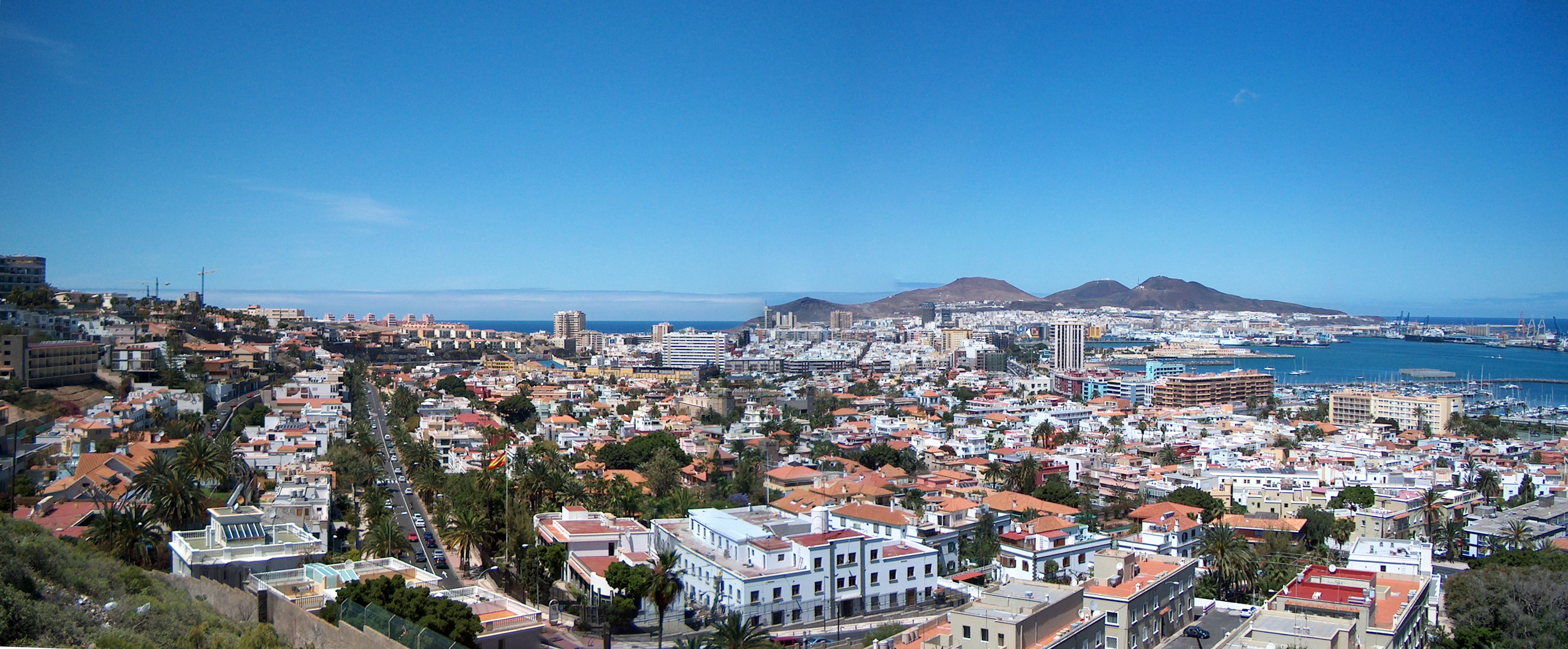
Vista general de la ciudad

Las Palmas de Gran Canaria cuenta con una población de 380 436 habitantes (INE 2024).
| Gráfica de evolución demográfica de Las Palmas de Gran Canaria entre 1842 y 2021 |
| |
| Población de derecho según los censos de población del INE Población de hecho según los censos de población del INEEn 1939 crece el término del municipio porque incorpora a San Lorenzo |

### Área metropolitana
El área metropolitana de Las Palmas de Gran Canaria es la más poblada de Canarias. Puede distinguirse un primer anillo inmediato y otro más amplio. El primero incluye los municipios limítrofes (Telde, Arucas, Santa Brígida y Teror), con una población de 540 415 habitantes (2005), donde se concentra buena parte de la actividad industrial y comercial de la isla. Por su parte, el anillo más amplio coincide prácticamente con lo que establece la ley de grandes ciudades, abarcando un radio de 20 km: dentro de este anillo habitan 619 565 personas. Si tomamos como referencia las conurbaciones norte, sur y centro de Las Palmas de Gran Canaria con otras localidades de la isla, esta cifra asciende a más de 700 000 habitantes.

## Administración y política

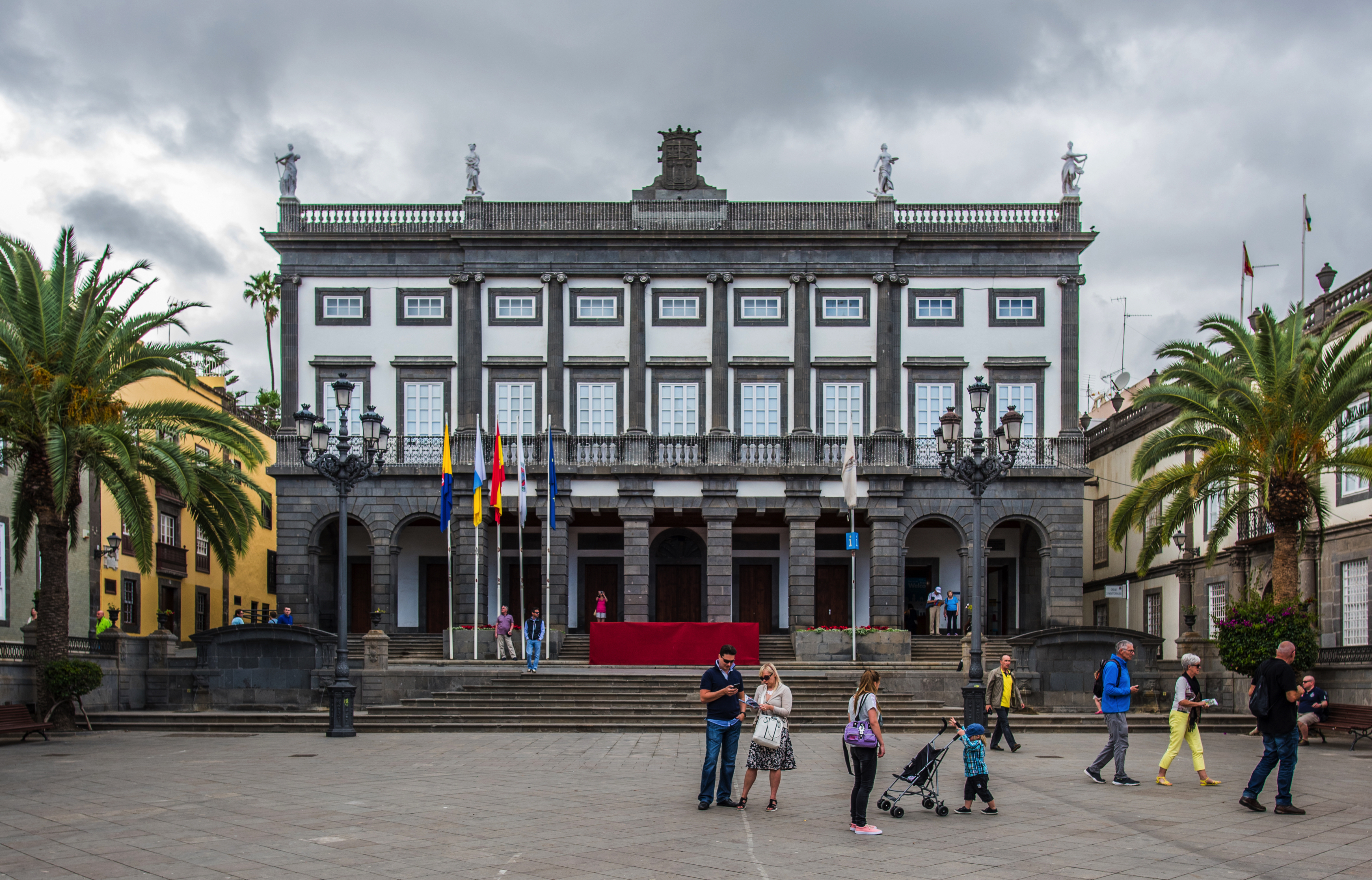
La casa consistorial, edificio histórico del Ayuntamiento, situado en la plaza Mayor de Santa Ana

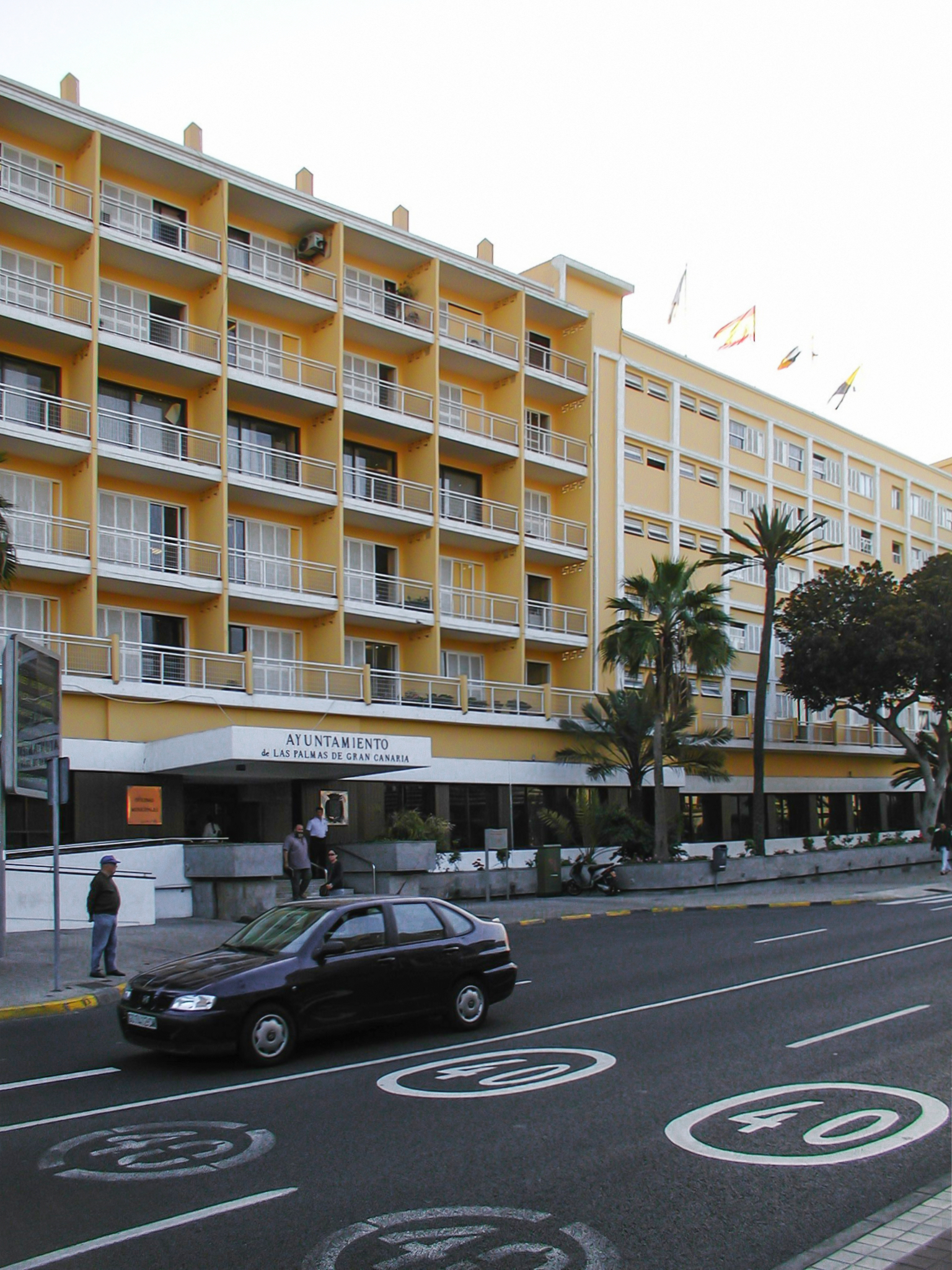
Sede principal del Ayuntamiento de Las Palmas de Gran Canaria, en la calle León y Castillo, 270

### Gobierno municipal
El municipio de Las Palmas de Gran Canaria está gobernado por el Ayuntamiento de Las Palmas de Gran Canaria, cuyos representantes se eligen cada cuatro años por sufragio universal de todos los ciudadanos españoles y de la Unión Europea mayores de 18 años de edad que estén empadronados en el término municipal. En las elecciones del 24 de mayo de 2015 ganó el Partido Popular, con diez concejales de 29, seguido por el Partido Socialista con siete concejales, otros seis concejales para Las Palmas de Gran Canaria Puede, dos concejales para Ciudadanos, otros dos concejales para Nueva Canarias y, por último, dos concejales para Unidos por Gran Canaria. De esta manera el socialista Augusto Hidalgo, con el apoyo de Las Palmas de Gran Canaria Puede y Nueva Canarias, se convirtió en alcalde el 13 de junio de 2015, sucediendo a Juan José Cardona, que gobernaba la ciudad con mayoría absoluta entre 2011 y 2015.
| Periodo   | Nombre                      | Partido | Partido                                  |
| --------- | --------------------------- | ------- | ---------------------------------------- |
| 1979-1980 | Manuel Bermejo Pérez        |         | Unión del Pueblo Canario (UPC)           |
| 1980-1980 | Francisco Zumaquero García  |         | Partido Socialista Obrero Español (PSOE) |
| 1980-1982 | Juan Rodríguez Doreste      |         | Partido Socialista Obrero Español (PSOE) |
| 1982-1983 | Diego Villegas Betancor     |         | Unión de Centro Democrático (UCD)        |
| 1983-1987 | Juan Rodríguez Doreste      |         | Partido Socialista Obrero Español (PSOE) |
| 1987-1990 | José Vicente León Fernández |         | Centro Democrático y Social (CDS)        |
| 1990-1991 | Emilio Mayoral Fernández    |         | Partido Socialista Obrero Español (PSOE) |
| 1991-1992 | José Vicente León Fernández |         | Centro Democrático y Social (CDS)        |
| 1992-1993 | José Sintes Marrero         |         | Partido Popular (PP)                     |
| 1993-1995 | Emilio Mayoral Fernández    |         | Partido Socialista Obrero Español (PSOE) |
| 1995-2003 | José Manuel Soria López     |         | Partido Popular (PP)                     |
| 2003-2007 | Josefa Luzardo              |         | Partido Popular (PP)                     |
| 2007-2011 | Jerónimo Saavedra           |         | Partido Socialista Obrero Español (PSOE) |
| 2011-2015 | Juan José Cardona           |         | Partido Popular (PP)                     |
| 2015-2023 | Augusto Hidalgo             |         | Partido Socialista Obrero Español (PSOE) |
| 2023-act. | Carolina Darias             |         | Partido Socialista Obrero Español (PSOE) |

| Partido político                         | 2023   | 2023  | 2023       | 2019   | 2019  | 2019       | 2015   | 2015  | 2015       | 2011   | 2011  | 2011       | 2007   | 2007  | 2007       |
| Partido político                         | Votos  | %     | Concejales | Votos  | %     | Concejales | Votos  | %     | Concejales | Votos  | %     | Concejales | Votos  | %     | Concejales |
| Partido Socialista Obrero Español (PSOE) | 50 512 | 33,07 | 12         | 48 558 | 31,70 | 11         | 33 211 | 19,75 | 7          | 36 615 | 23,29 | 9          | 70 783 | 41,90 | 15         |
| Partido Popular (PP)                     | 41 530 | 27,19 | 9          | 34 004 | 22,20 | 7          | 48 335 | 28,74 | 10         | 68 641 | 43,27 | 16         | 61 255 | 36,26 | 12         |
| Vox                                      | 17 249 | 11,29 | 4          | —      | —     | —          | —      | —     | —          | —      | —     | —          | —      | —     | —          |
| Nueva Canarias (NC)                      | 9355   | 6,12  | 2          | 14 554 | 9,50  | 3          | 12 594 | 7,49  | 2          | 9729   | 6,12  | 2          | 7667   | 4,54  | 0          |
| Podemos-Las Palmas Puede                 | 8190   | 5,36  | 1          | 15 915 | 10,39 | 3          | 27 127 | 16,13 | 6          | 12 955 | 7,70  | 2          | —      | —     | —          |
| Coalición Canaria (CC)                   | 7940   | 5,19  | 1          | 12 833 | 8,38  | 2          | 9360   | 5,57  | 2          | 7708   | 4,85  | 0          | 4449   | 2,63  | 0          |
| Ciudadanos (CS)                          | 643    | 0,42  | 0          | 14 558 | 9,50  | 3          | 12 955 | 7,70  | 2          | —      | —     | —          | —      | —     | —          |
| Compromiso por Gran Canaria (CGCa)       | —      | —     | —          | —      | —     | —          | 5365   | 3,19  | 0          | 11 096 | 6,98  | 2          | 4978   | 6,70  | 2          |

### Organización territorial

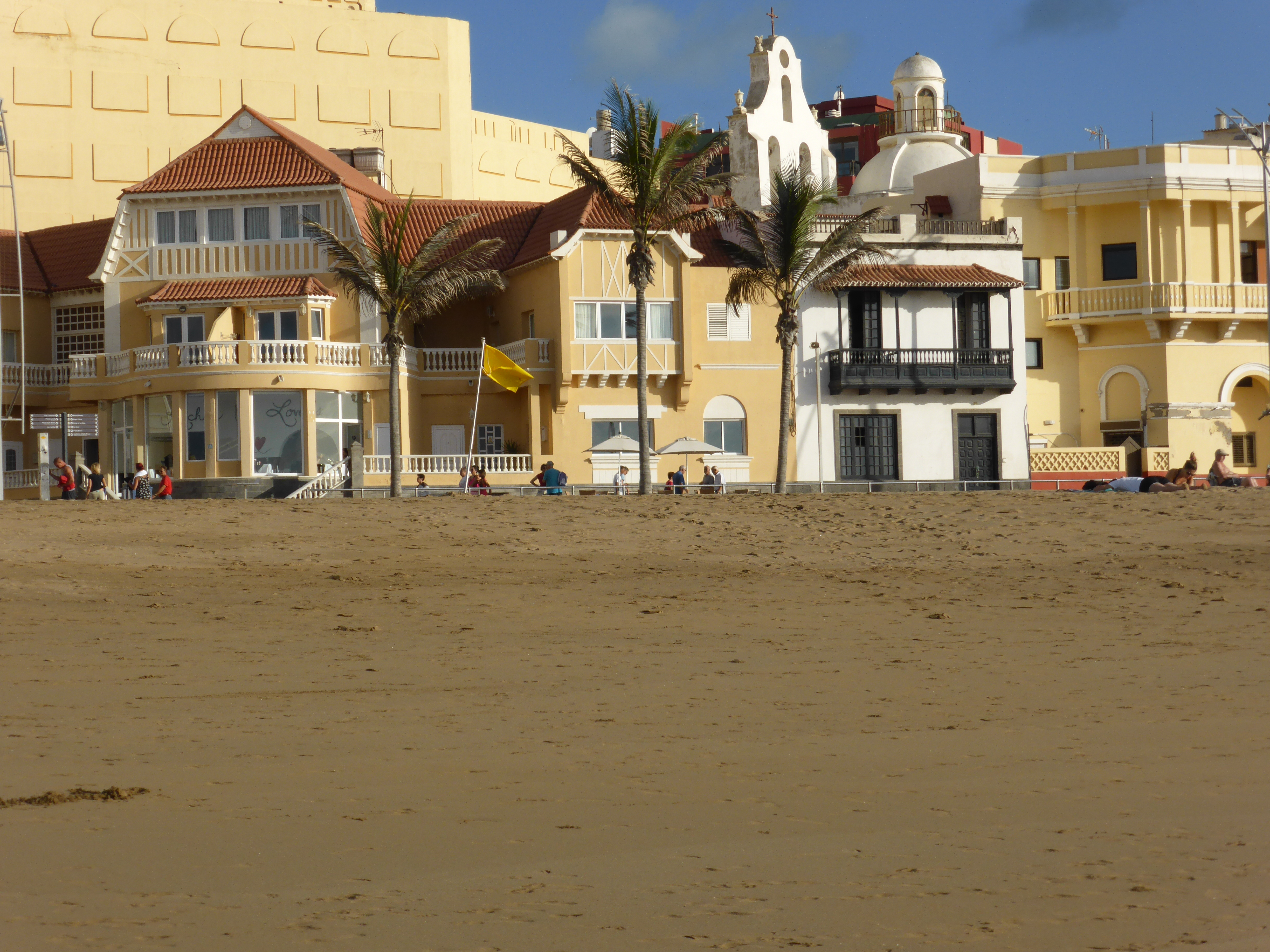
Casas en la playa de Las Canteras

La ciudad baja presenta una distribución lineal a lo largo de la costa, con una arteria principal, la avenida Marítima, que la recorre de una punta a otra. Desde principios del milenio, con la creación de la carretera de circunvalación, muchos puntos de la ciudad son accesibles sin tener que atravesar el centro urbano.
Las Palmas de Gran Canaria está dividida administrativamente en cinco distritos, que a su vez se subdividen en barrios, no necesariamente coincidentes con los barrios tradicionales. Cada uno de los distritos está administrado por una Junta Municipal de Distrito, con competencias centradas en la canalización de la participación ciudadana de los mismos. La última división administrativa de Las Palmas de Gran Canaria data del año 2004 y estructura a la ciudad y su municipio en los siguientes distritos y barrios (datos poblacionales de 2006):

Distritos municipales. Las cifras se corresponden con la enumeración oficial de la izquierda

Dt1 - Vegueta, Cono Sur y Tafira (75 877 hab.): Aglutina cuatro diseminados (La Montañeta, Los Hoyos, Marzagán y Tafira) y a los barrios de Campus Universitario, Casablanca I, Cuesta Ramón, El Batán, El Fondillo, El Lasso, El Secadero, Hoya de La Plata, Fase III del Polígono de Jinámar, La Calzada, La Cantera, La Data, La Montañeta, Llano de Las Nieves, Llanos de La Barrera, Lomo Blanco, Lomo de Enmedio, Lomo El Sabinal, Lomo Verdejo, Los Hoyos, Marzagán, Mercalaspalmas, Monteluz, Montequemado, Pedro Hidalgo, Pico Viento, Salto del Negro, San Cristóbal, San Francisco de Paula, San Juan-San José, San Roque, Santa Margarita, Tafira Alta, Tafira Baja, Tres Palmas, Vega de San José, Vegueta, Zárate y Zurbarán.
Dt2 - Centro (88 546 hab.): Barrios de Alcaravaneras, Canalejas, Casablanca III, Ciudad del Mar, Ciudad Jardín, Fincas Unidas, La Paterna, Lomo Apolinario, Los Tarahales, Lugo, Miller, Miller Industrial, San Francisco-San Nicolás, Triana; y diseminado de Las Palmas de Gran Canaria.
Dt3 - Isleta-Puerto-Guanarteme (72 345 hab.): Guanarteme, El Confital, El Rincón, El Sebadal, La Isleta, La Puntilla, Las Coloradas, Nueva Isleta, Santa Catalina y Las Canteras.
Dt4 - Ciudad Alta (101 684 hab.): Altavista, Chumberas, Cueva Torres, Díaz Casanova, Don Zoilo, El Cardón, Escaleritas, La Feria, La Minilla, Las Rehoyas, Las Torres, Las Torres Industrial, Rehoyas Altas, San Antonio, San Lázaro (urbanización Siete Palmas) y Schamann.
Dt5 - Tamaraceite-San Lorenzo-Tenoya (39 191 hab.): Diseminados de Almatriche, Los Giles, San Lorenzo, Tamaraceite y Tenoya; y barrios de Almatriche Alto, Almatriche Bajo, Cañada Honda, Casa Ayala, Ciudad del Campo, Costa Ayala, Cruz del Ovejero, Cuevas Blancas, Dragonal Alto, Dragonal Bajo, El Pintor, El Román, El Roque, El Toscón, El Zardo, Hoya Andrea, Isla Perdida, La Cazuela, La Cruz, La Galera, La Milagrosa, La Palma, La Suerte, Ladera Alta, Las Cuevas, Las Majadillas, Las Mesas, Las Perreras, Llanos de María Rivera, Lomo Corcobado, Lomo Los Frailes, Los Giles, Masapez, Piletas, Risco Negro, San José del Álamo, San Lorenzo, Siete Puertas, Tamaraceite y Tenoya.

### Barrios

#### Vegueta y Triana

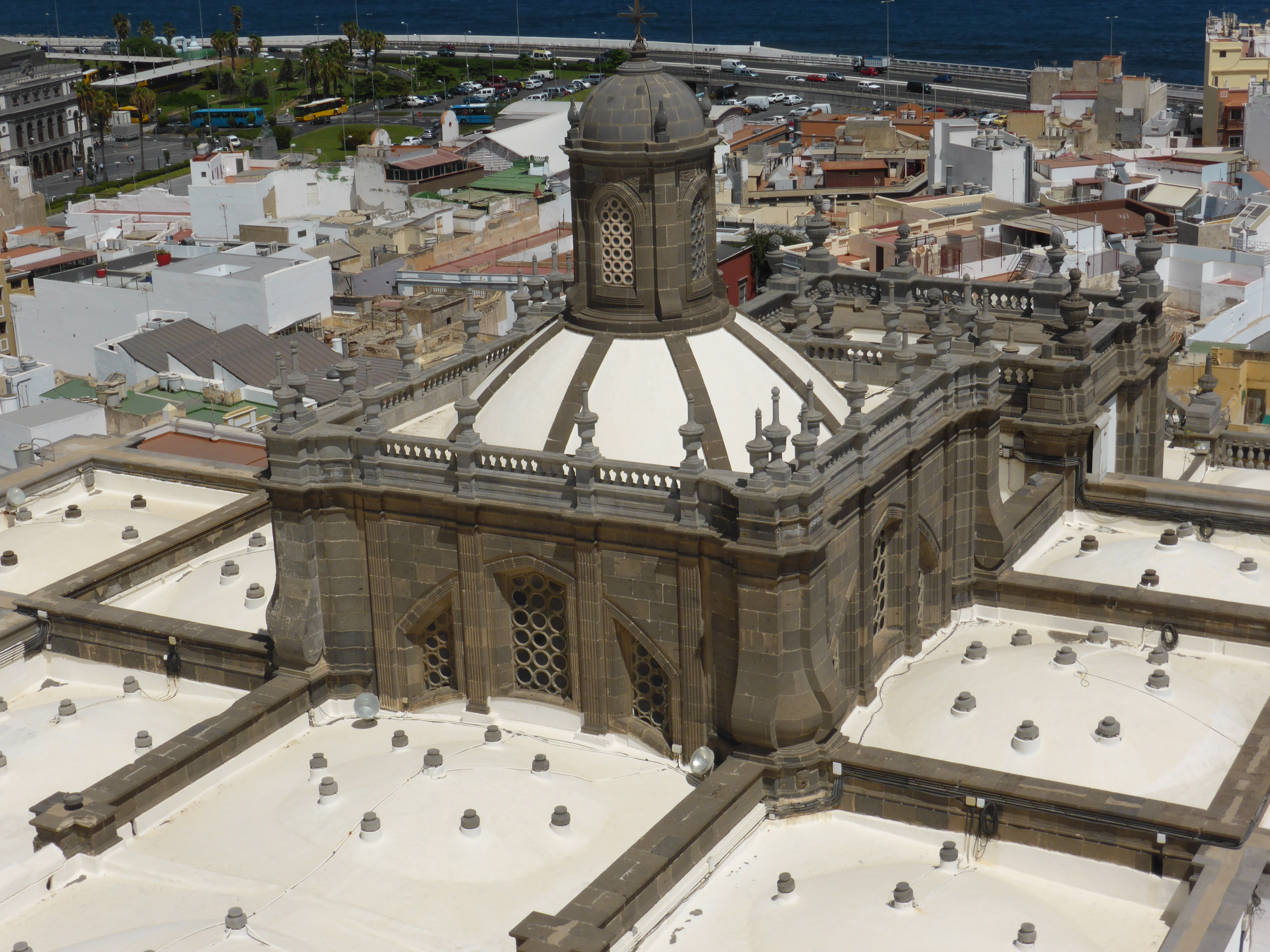
Cimborrio sobre el crucero de la catedral

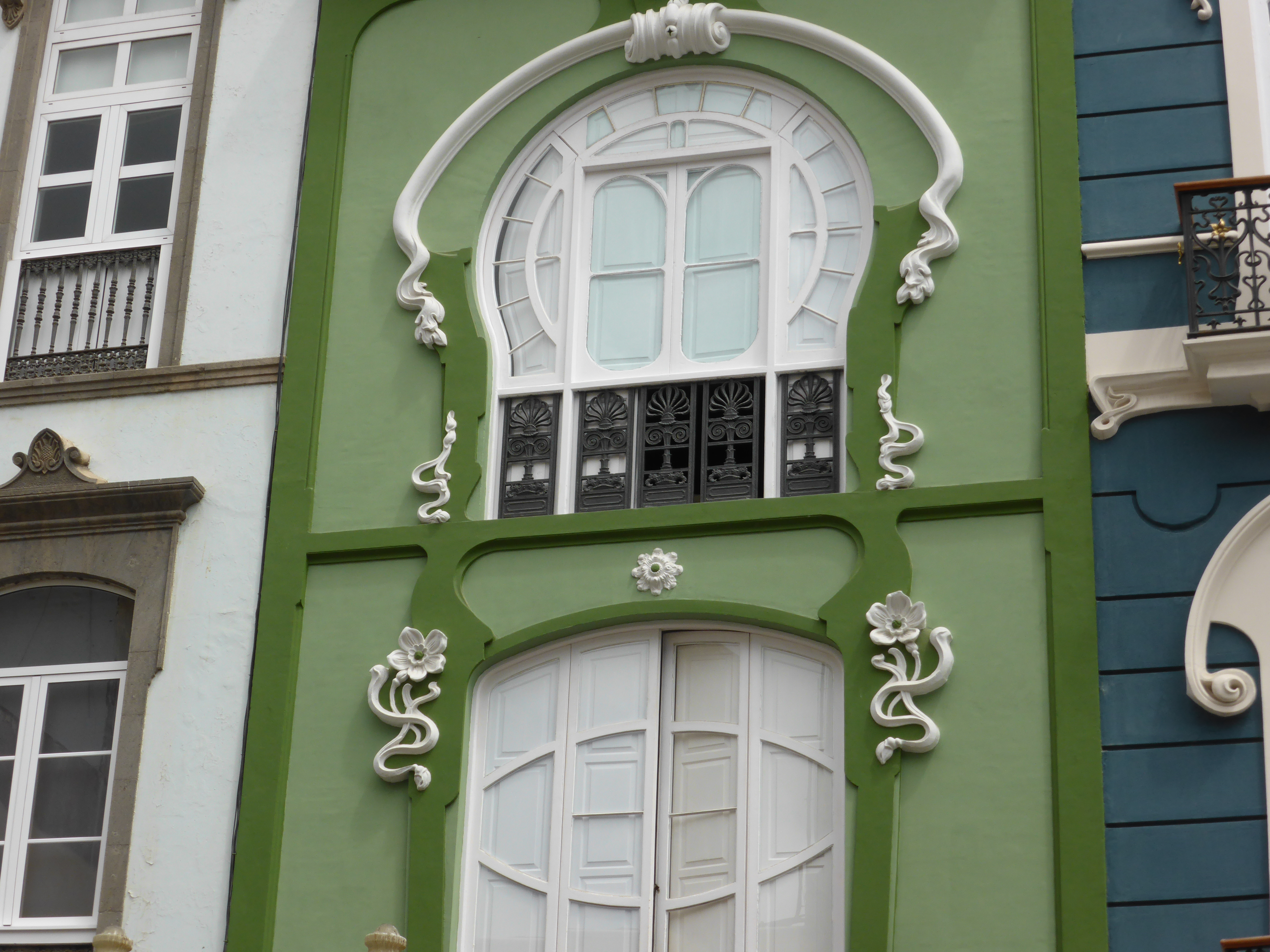
Una casa modernista, año 1908, en la calle Mayor de Triana

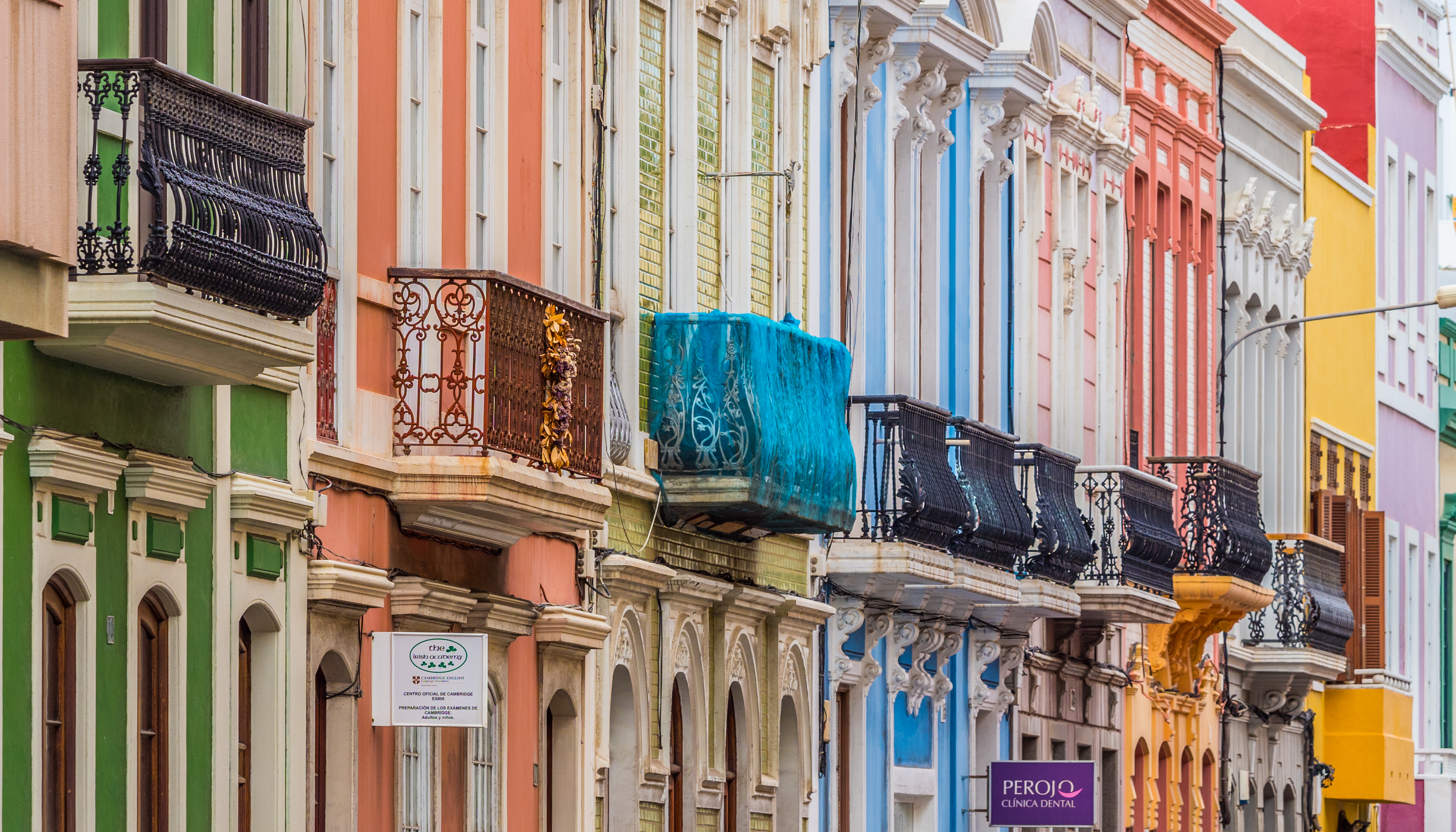
Calle Perojo

Se tratan de los barrios fundacionales de la ciudad, y sus calles atesoran un notable patrimonio cultural e histórico-artístico. Vegueta fue el origen de la primera ciudad fundada por la Corona de Castilla en el Atlántico, en un momento histórico inmediatamente anterior a su expansión por tierras americanas. Se explica así que, siendo Las Palmas de Gran Canaria la primera capital de Castilla en las Islas Canarias después de San Marcial del Rubicón Lanzarote y Betancuria en Fuerteventura, se establecieran en Vegueta los edificios de las instituciones político-administrativas que habrían de regir el archipiélago, acompañados por las mansiones y terrenos de los primeros señores. Todo ello motivó el relativamente rápido crecimiento de la urbe en su primera etapa de expansión, lo que llevó a cierta parte de sus habitantes a establecerse al otro margen del barranco de Guiniguada, donde se constituyó el barrio de Triana.
En el barrio de Vegueta se hallan las Casas Consistoriales, la Catedral de Canarias, el Palacio Episcopal, la Casa Regental y la Casa de Colón.
La Catedral de Canarias comenzó a construirse en 1497, y se abrió al culto en 1570. Un gran número de arquitectos participaron en el proyecto, por lo que en su construcción se observan varios estilos arquitectónicos: posee una fachada neoclásica, tiene retablos de estilo barroco y su sacristía es de estilo plateresco. La catedral posee 13 capillas.
La Casa de Colón es un conjunto de varios edificios localizados en el núcleo de la ciudad. La tradición indica que Cristóbal Colón pasó por ella en el primero de sus viajes a América. Destaca la gran portada en la plaza del Pilar Nuevo, creada por Néstor Álamo. El patio central posee características renacentistas, y en el patio de armas destaca su pozo gótico.
En pleno barrio histórico de Vegueta, desde 1951, la Casa de Colón se ha centrado en estudiar, investigar y difundir la historia de Canarias y sus relaciones con América. Dentro de la misma, el museo, la biblioteca y el centro de estudios especializados, conforman un espacio singular.
Uno de los grandes legados que alberga la Casa de Colón es su colección de pinturas que van del siglo XVI al XIX. Interesantes muestras que van desde tablas flamencas a grabados de Goya.
En concreto se sitúa entre la plaza del Pilarillo Seco y el callejón que lleva a la ermita de San Antonio Abad. Este edificio arquitectónico es muestra de la arquitectura señorial.
Cruzando el barranco de Guiniguada con dirección al Puerto de la Luz se emplaza el barrio de Triana, llamado así por las similitudes que, en sus orígenes, tenía con el barrio homónimo de Sevilla. El barrio se estructuró alrededor de la calle Mayor de Triana, vía de gran belleza arquitectónica con una gran muestra de edificios modernistas y larga tradición comercial. Cerca de ella se alzan edificios como el Teatro Pérez Galdós, el Gabinete Literario, o la iglesia de San Francisco.
Se está elaborando una propuesta conjunta para que los barrios de Vegueta y Triana sean declarados Patrimonio Mundial de la Humanidad por la UNESCO. No obstante, desde hace algunos años ya se han venido reconociendo los valores patrimoniales que encierra el casco histórico de la ciudad. Vegueta fue declarada conjunto histórico-artístico nacional en 1973 y, años más tarde, en 1993, fue reconocido el núcleo histórico de Triana.

#### El Puerto

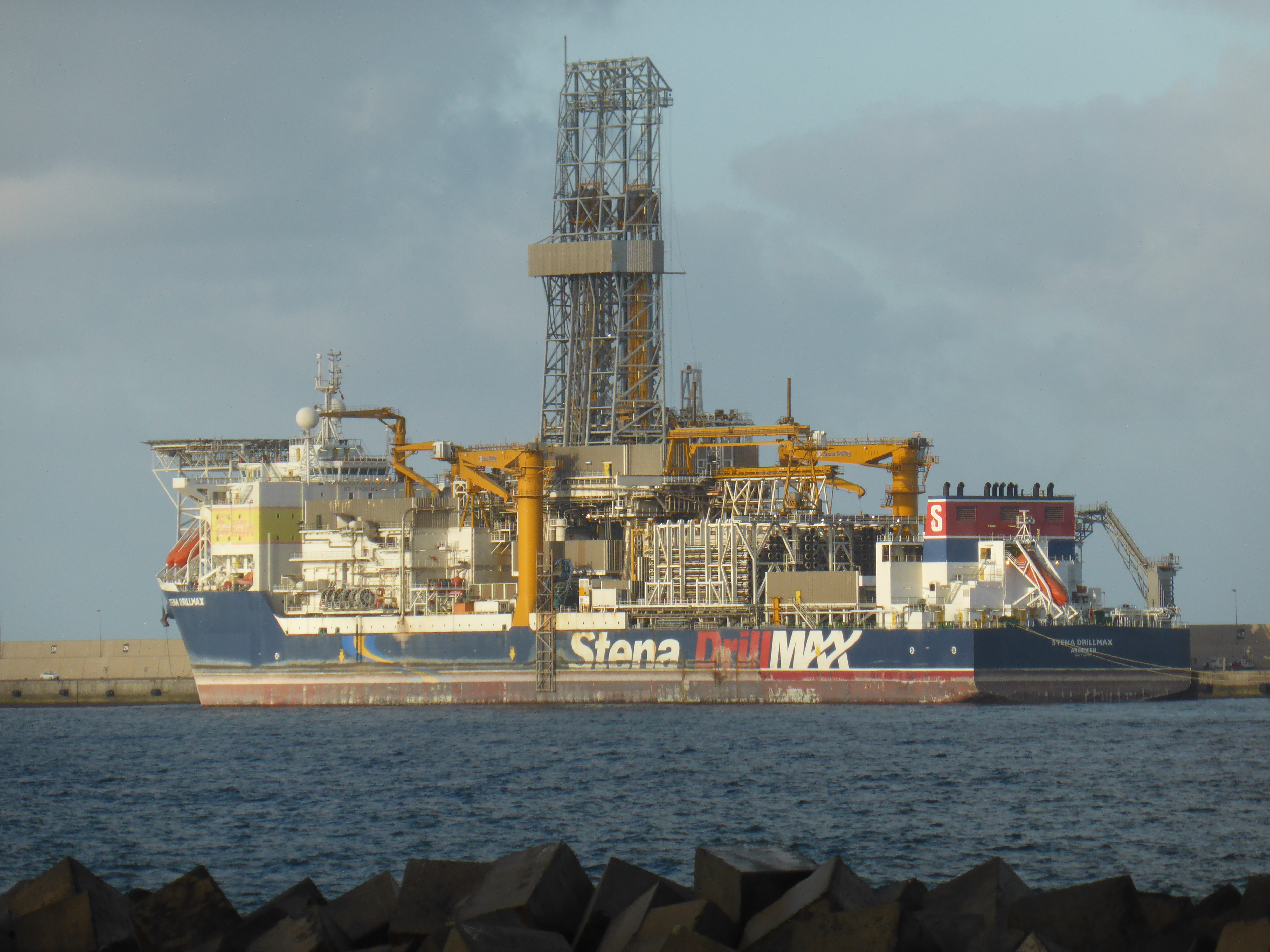
Buque perforador Stena Drillmax atracado en el Puerto de la Luz

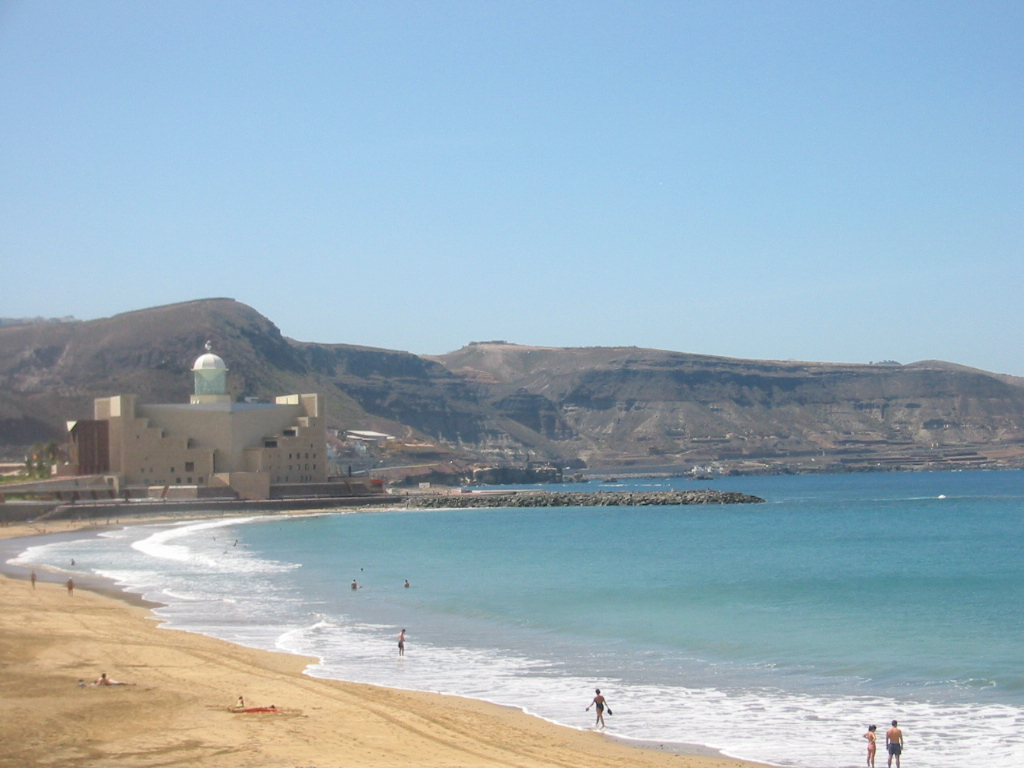
Playa de las Canteras. Al fondo, el Auditorio Alfredo Kraus

Con este nombre es popularmente conocida la zona que rodea al Puerto de la Luz y de Las Palmas, uno de los principales motores económicos de la isla. Aquí está el parque de Santa Catalina, donde se desarrollan algunas de las fiestas de la ciudad como los carnavales. También se halla en esta área la zona comercial de Mesa y López, con numerosos comercios y oficinas, y la playa de Las Canteras, verdadero pulmón de la ciudad.
Según un estudio llevado a cabo para la revista Mundo Científico, la playa de Las Canteras es una de las mejores playas urbanas del mundo. Su litoral arenoso tienen unos cuatro kilómetros de longitud, extendiéndose desde la Puntilla hasta el Auditorio Alfredo Kraus, donde se celebran anualmente el Festival Internacional de Cine de Las Palmas de Gran Canaria, el Festival de Opera y, conjuntamente con Santa Cruz de Tenerife y otras localidades canarias, los conciertos del Festival de Música de Canarias. La playa posee una barra natural a unos 100 m de la costa, que reduce el oleaje sobre la orilla y conforma un ecosistema muy valioso.
El precio del suelo en esta zona es de los más caros de la ciudad, llegando a superar los 5000 euros/m² en la primera línea del paseo de Las Canteras.
En las proximidades del Puerto encontramos barrios de carácter popular como los de La Isleta, Guanarteme y Alcaravaneras. En este último está enclavada la playa del mismo nombre.
En el año 2011, el Puerto de la Luz, uno de los más importantes de España, fue galardonado por la prestigiosa revista internacional Dream World Cruise Destinations con el premio al puerto con la mejor conexión, ofertas de transporte, hoteles, manejo de equipajes y nivel turístico mundial, consolidándose la ciudad como uno de los mejores destinos turísticos de este tipo.
También cuenta con el acuario Poema del Mar, perteneciente a la empresa tinerfeña Loro Parque.

### Representación consular
Los consulados con sede en Las Palmas de Gran Canaria son:
- Alemania
- Austria
- Bélgica
- Bolivia
- Brasil
- Cabo Verde (preferente)
- Chile
- Colombia
- Corea del Sur
- Cuba
- El Salvador
- Estados Unidos
- Finlandia
- Francia
- Grecia
- Guatemala
- Guinea Bissau
- Guinea Conakry
- Guinea Ecuatorial
- Irlanda
- Islandia
- Italia
- Japón
- Luxemburgo
- Marruecos
- Mauritania
- Nicaragua
- Noruega
- Panamá
- Paraguay
- Perú
- Portugal
- Reino Unido
- Rusia
- Senegal
- Serbia
- Suecia
- Suiza
- Togo
- Uruguay

## Servicios

### Educación

#### Universidad de Las Palmas de Gran Canaria
La ULPGC fue creada el 23 de abril de 1989 a partir de la Universidad Politécnica de Canarias y de varios centros hasta ese momento adscritos a la Universidad de La Laguna. Cuenta en la actualidad con cerca de 23 000 alumnos.

#### Centros escolares internacionales
Los centros escolares internacionales de la ciudad son el Deutsche Schule Las Palmas o Colegio Oficial Alemán de las Palmas de Gran Canaria, The British School of Gran Canaria o colegio británico; y el Colegio Americano de Las Palmas. Además el Liceo Francés de Gran Canaria se encuentra en la vecina ciudad de Telde.
También contó con el Colegio Japonés de Las Palmas, un colegio japonés en el extranjero. Localizada en Tafira Baja, se abrió en el octubre de 1973; fue el colegio japonés más antiguo de España y el tercero más antiguo de Europa. Se cerró permanentemente en el marzo de 2001.

#### Institutos de educación complementarios
La Escuela Complementaria Japonesa de Las Palmas, un instituto complementario japonés a tiempo parcial para nacionales japoneses, tenía clases de japonés.

### Sanidad
En Las Palmas de Gran Canaria se encuentran los tres hospitales generales de la isla de Gran Canaria. El Hospital Universitario de Gran Canaria Doctor Negrín, atiende a toda la ciudad salvo el cono sur, además de atender a la población del norte, oeste y las medianías de la isla (excepto Valsequillo). En el cono sur se encuentra el Complejo Hospitalario Materno-Insular, constituido por el Hospital Universitario Insular de Gran Canaria, que además de atender a los barrios cercanos atiende a la población del este y el sur grancanarios, y por el Hospital Universitario Materno-Infantil de Canarias Ambas instituciones están afiliados a la Universidad de Las Palmas de Gran Canaria. La ciudad también cuenta con centros de salud públicos así como varias clínicas privadas.

### Transporte y comunicaciones

#### Guaguas

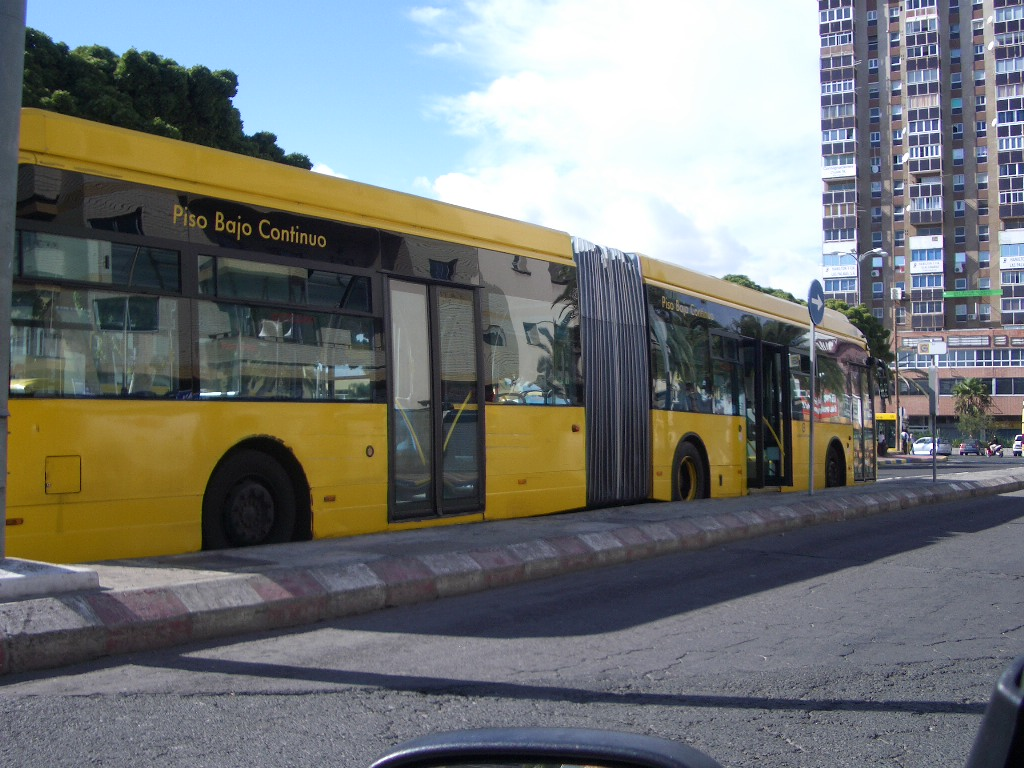
Vehículo articulado de Guaguas Municipales

El servicio de guaguas, nombre local por el que se conocen los autobuses en Canarias, es ofrecido por la empresa Guaguas Municipales y cuenta con una estación principal (La Estación de San Telmo, compartida con la empresa de transporte interurbano Global), dos terminales especiales (Teatro y Manuel Becerra, conocida como Puerto) y cuatro intercambiadores (Santa Catalina y Tamaraceite, compartido con Global; Hoya de la Plata y Auditorio Alfredo Kraus, conocido como Auditorio).
Guaguas Municipales ofrece 48 líneas de transporte urbano, que recorren tanto la parte baja como la alta de la ciudad. Las líneas principales son la 1 (Teatro - Puerto), 2 (Guiniguada - Puerto), 12 (Puerto - Hoya de la Plata), la 17 (Teatro - Auditorio), las líneas 25 y 26 (Auditorio y Santa Catalina - Campus Universitario), 33 (Guiniguada - Puerto, por Ciudad Alta), la 47 (Puerto - Tamaraceite) y la 91 (Teatro-Tamaraceite, por Siete Palmas y La Feria). Además, existen tres líneas de servicio nocturno, denominado Luna. L1 (Hoya Plata - Santa Puerto), L2 (Santa Catalina - Teatro, por Ciudad Alta) y L3 (Teatro - Tamaraceite). Las 3 líneas Luna tienen correspondencia en el Teatro para facilitar el transporte nocturno por la ciudad y funcionan de 23:00 a 05:00.

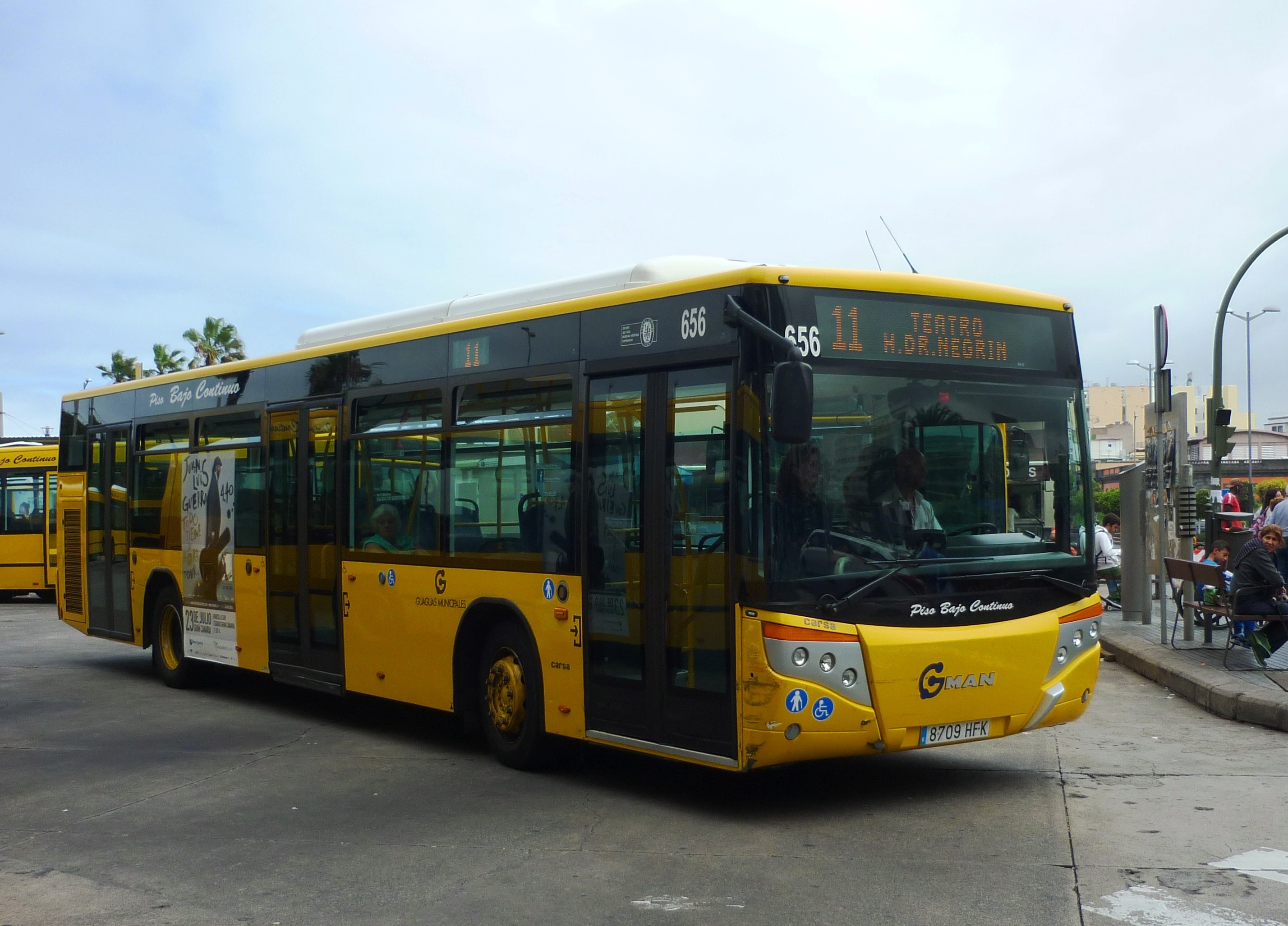
Guagua de la línea 11

Global, compañía de guaguas interurbanas, posee 110 líneas, muchas con origen o destino a la capital. Esta compañía surgió en el año 2000, producto de la fusión de las anteriores compañías interurbanas Salcai (concesión sursureste) y Utinsa (concesión norte-centro).
Existe también un servicio de Guagua Turística, que recorre los sitios de mayor interés turístico de la ciudad con guía en varios idiomas. El vehículo cuenta con dos plantas, una inferior cerrada y la superior abierta. Desde ella se puede divisar la ciudad, sus monumentos, museos, centros comerciales con una panorámica de 360° a 4 m de altura. La guagua cuenta con un sistema de audio multilingüe individual que ofrece la información en 8 idiomas. La Guagua Turística es una de las mejores alternativas para conocer la ciudad de Las Palmas de Gran Canaria en un solo día. Presta sus servicios de lunes a domingo y comienza a las 9.30 horas y termina a las 18:00. Cada 30 minutos parte una unidad desde el parque Santa Catalina. El ticket -que se puede adquirir en la propia guagua- vale para todo el día y permite subir y bajar libremente en las paradas.

#### MetroGuagua
La MetroGuagua es un autobús de tránsito rápido (BRT), recorrerá 11,7 km a lo largo de la ciudad y dispondrá de 21 paradas y tres estaciones entre Hoya de La Plata (sur) y la plaza Manuel Becerra (norte). Irá a una velocidad media de 20 kilómetros por hora frente a los 11 que alcanzan las guaguas actuales, con una frecuencia de paso de entre 4 y 5 minutos. Estará dotada con 22 vehículos biarticulados de 24 m de longitud, dos estaciones subterráneas, una en el extremo sur, en el barrio de Hoya de la Plata y otra en el parque Santa Catalina y una terminal en la plaza de Manuel Becerra en el extremo norte del recorrido. Las cocheras y centro de control de la MetroGuagua, estarán ubicadas en la estación de Hoya de la Plata.
El proyecto se puso en marcha en 2017, proveyéndose su finalización para 2021, pero distintos problemas surgidos durante la realización de las obras han retrasado su inauguración al menos a 2024.
| Hoya de la Plata - Puerto |
| Hoya de la Plata · Ciudad Deportiva · Hospital Insular · Polígono Vega de San José · San José · Eufemiano Jurado · Avenida Marítima · Teatro · San Telmo · Fuente Luminosa · Luis Doreste Silva · Juan XXIII · Parque Doramas · Ciudad Jardín · Estadio Insular · Mercado Central · Mesa y López · Santa Catalina · Castillo de La Luz · Plaza Manuel Becerra |

#### Bicicleta

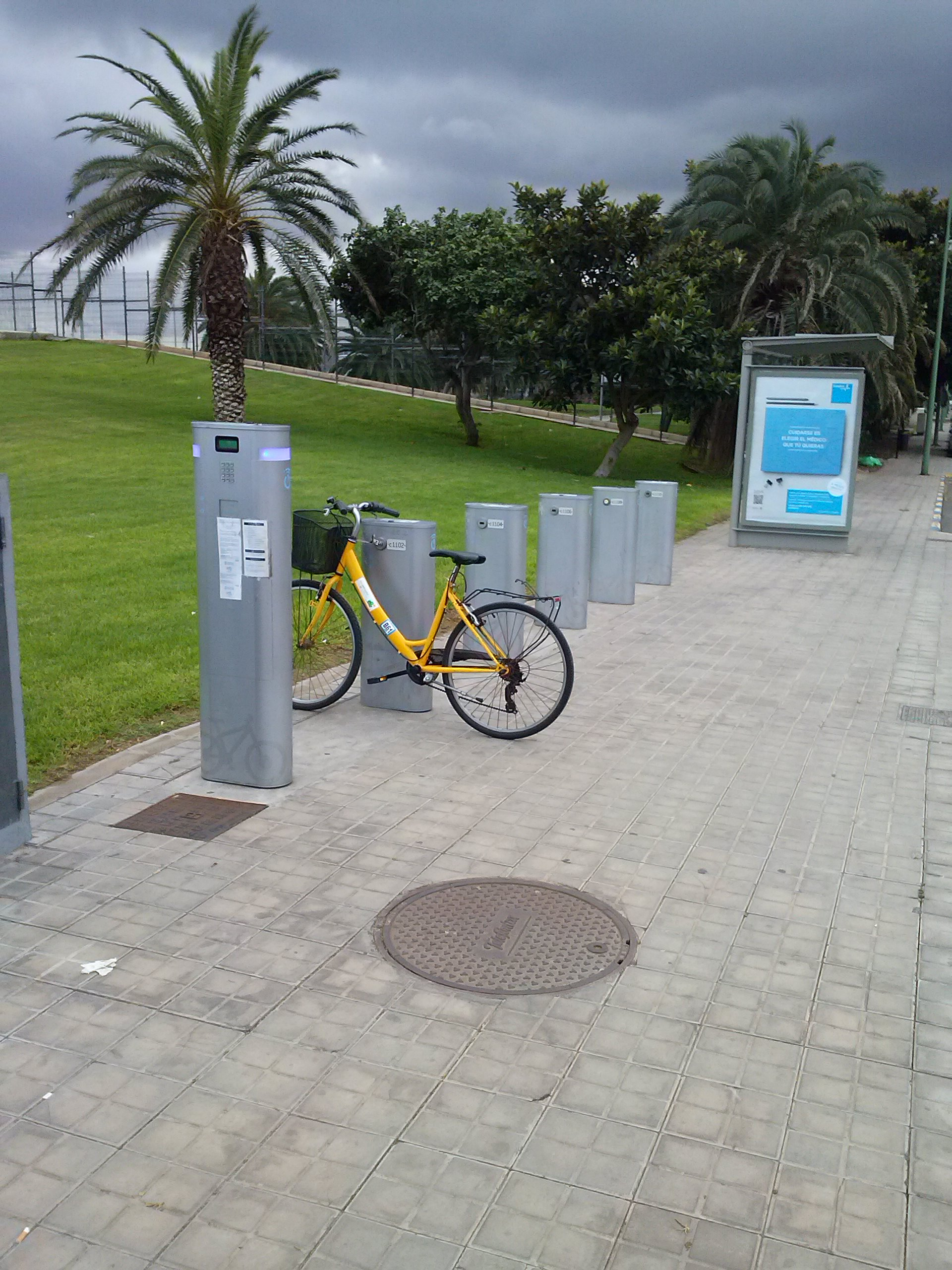
Punto de recogida de bicicletas en Las Palmas de Gran Canaria, Rotonda - San José —Glorieta de la Vega San José, junto a calle Alicante— a la altura de Lady Harimaguada

Desde 2011 existe un servicio municipal de préstamo de bicicletas. Inicialmente denominado Biciambiental tuvo escaso éxito por contar con menos de 50 vehículos y solo 11 estaciones. En 2015 cambió su nombre a Las Palmas Bybike. El nuevo servicio sumó 2 nuevas estaciones e incorporó 150 nuevas bicicletas con mejores prestaciones.
Además se amplió y acondicionó una serie de carriles bici que han hecho a Gran Canaria una de las islas con el carril bici más amplio, carril cuya vía se extiende desde el antiguo barrio de Vegueta hasta las Canteras, y que recorre entre otras: plaza del Doctor O'Shanahan, el corredor Playa, que conecta el parque Santa Catalina con el Auditorio, calles Fernando Guanarteme, avenida Marítima, Franchy Roca, la Base Naval, el paseo de Alcaravaneras, rotonda de Julio Luengo y Secretario Padilla, Luis Morote, Eufemiano Jurado y Olof Palme.
En abril de 2018 se produjo una nueva reforma del sistema de préstamo, denominándose ahora Sítycleta, que amplía el número de estaciones hasta 40 e incorpora casi 400 bicicletas «inteligentes», y 20 vehículos eléctricos. Paralelamente se inicia la primera fase de la red de carriles bici, con la construcción de los primeros 28 kilómetros de ciclovías que recorrerán toda la ciudad. Para ello, se ha procedido a la supresión de varios carriles de vehículos a motor y la eliminación de zonas de estacionamiento.

#### Ferrocarril
El tren de Gran Canaria (TGC) es un proyecto de ferrocarril propuesto inicialmente como alternativa para ir de Las Palmas de Gran Canaria a Maspalomas en menos de una hora, aunque posteriormente se planteó su prolongación hasta Gáldar, habiendo 2 líneas de tren. Recientemente ha culminado la redacción de los proyectos del trazado y de las once estaciones del futuro tren del sur, a la espera de la financiación para la ejecución de las obras. En noviembre de 2022 salió a información pública el proyecto final, que estimaba un plazo de ejecución de 46 meses, situando 2026 como fecha de inauguración y 1492 millones de euros como presupuesto (expropiaciones aparte).

## Patrimonio

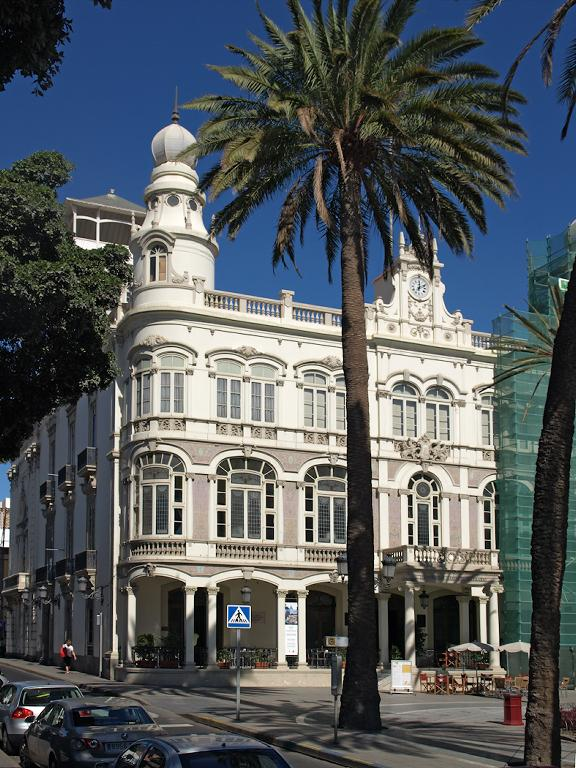
Gabinete Literario

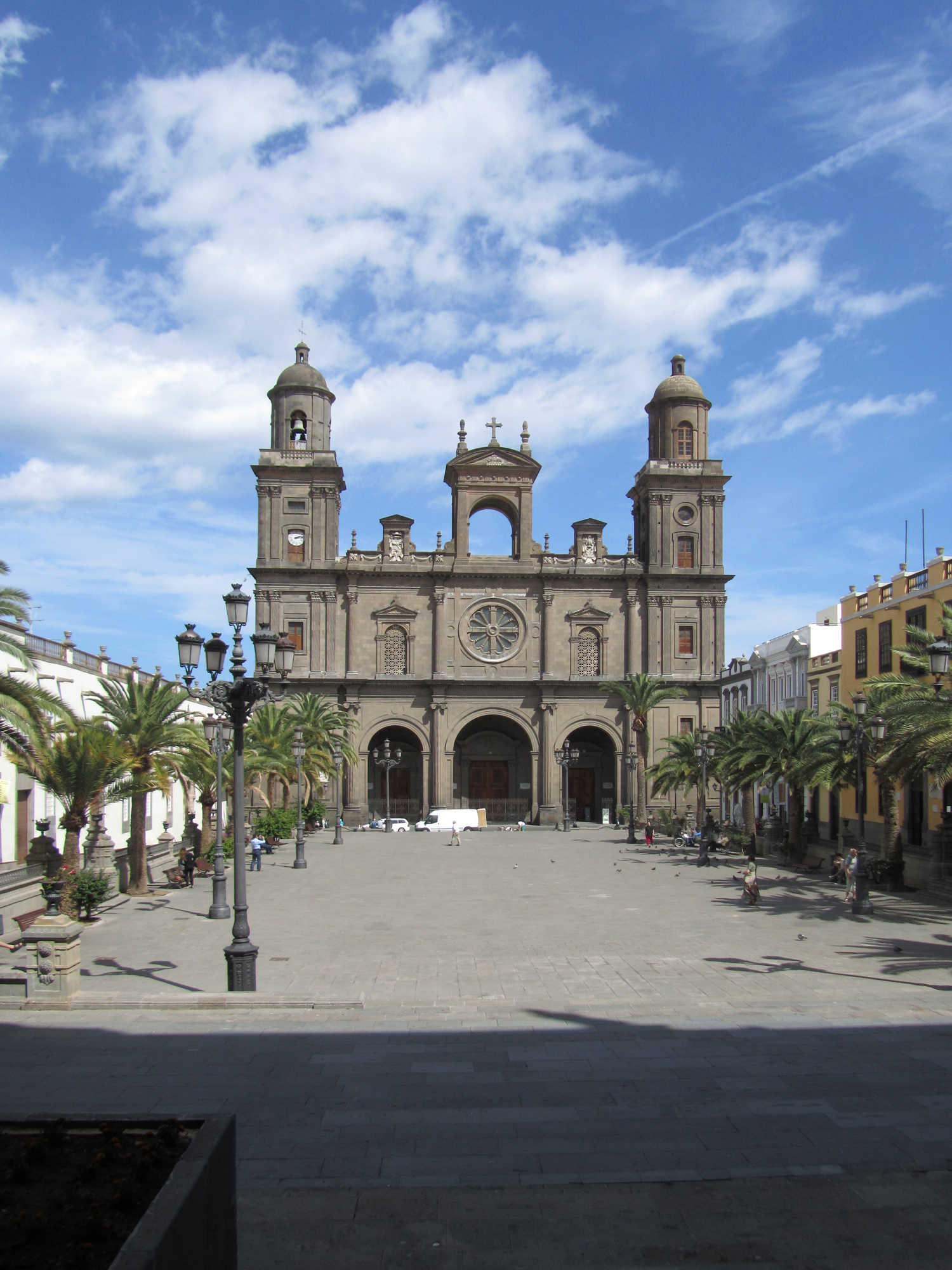
Catedral de Canarias

Los monumentos declarados Bien de Interés Cultural del municipio son los siguientes:
- Antigua Muralla de Las Palmas
- Archivo Histórico Provincial Joaquín Blanco
- Barrio de Triana
- Biblioteca Insular (Hurtado de Mendoza 2)
- Biblioteca Pública del Estado
- Capilla Anglicana
- Casa del Niño
- Casa Falcón y Quintana
- Casa Manrique
- Casa Museo de Pérez Galdós
- Casa Regental, en la plaza de Santa Ana
- Casa y jardín de Rodríguez Quegles
- Casas de la Mayordomía y Ermita de San Antonio Abad (Barranco de Tamaraceite)
- Castillo de la Luz o de las Isletas
- Castillo de Mata
- Castillo de San Cristóbal
- Catedral de Canarias
- Cementerio de Vegueta
- Cementerio Inglés
- Conjunto de la calle Perojo e inmediaciones
- Conjunto histórico artístico del barrio de Vegueta
- Edificio Elder-Miller
- Ermita de San Antonio Abad
- Ermita de San Pedro González Telmo
- Gabinete Literario
- Iglesia de San José
- Iglesia de Santo Domingo de Guzmán
- Inmueble calle Doctor Chil 21 y 23 (Antiguo edificio del Santo Oficio)
- Inmueble calle Reyes Católicos 47
- Inmuebles modernistas de la calle Triana números 76, 78, 80 y 82
- Mercado del Puerto de La Luz
- El Museo Canario
- Museo Néstor
- Sitio histórico de los Siete Lagares
- Teatro Pérez Galdós
- Templo parroquial de San Francisco de Asís
- Yacimiento Cueva de los Canarios de El Confital
- Zona arqueológica Cuevas de los Frailes (compartido con Santa Brígida)

## Cultura
Las Palmas de Gran Canaria ofrece una agenda cultural relativamente amplia y variada: teatro, cine, ópera, conciertos, artes plásticas y danza son espectáculos habituales en las carteleras de la ciudad, destacando especialmente el Festival de Música de Canarias, el de Teatro y Danza y el Festival Internacional de Cine.

### Teatros

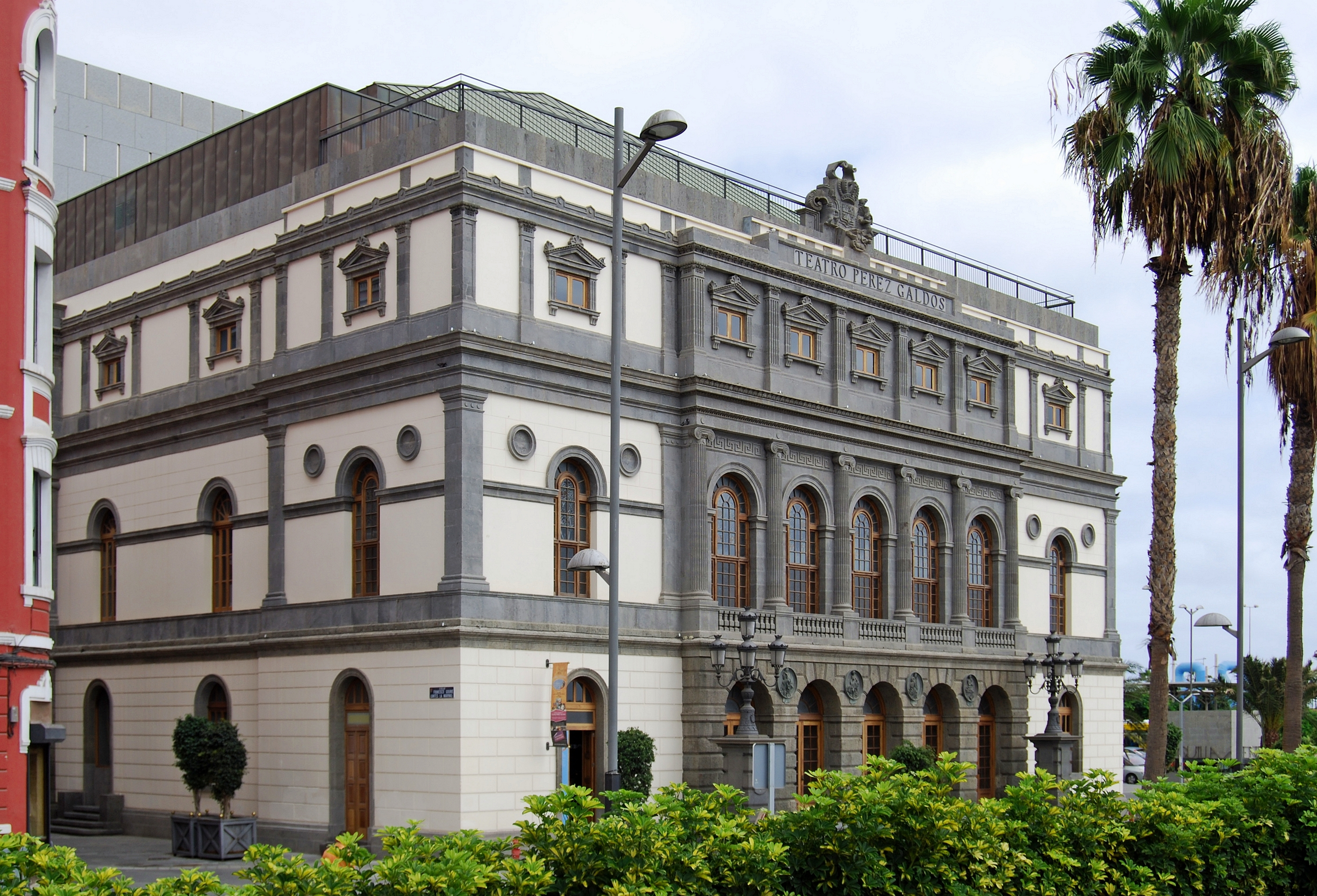
Teatro Pérez Galdós

- El teatro Pérez Galdós fue diseñado por el arquitecto Francisco Jareño y Alarcón en 1867. Su aspecto actual, con algunas modificaciones, se debe a las intervenciones de Fernando Navarro, Rafael Massanet, Isidro Puig y Miguel Martín-Fernández de la Torre tras el incendio que lo destruyó casi por completo en 1928.[63] Este último contó con la colaboración de su hermano, el pintor Néstor de la Torre, quien se encargó de decorar el patio de butacas, los salones y el escenario. En un principio se llamó teatro de Tirso de Molina, hasta que en 1901, coincidiendo con el estreno de Electra, adoptó el nombre del escritor canario Benito Pérez Galdós. Tras unas obras de remodelación, el teatro reabrió sus puertas nuevamente en abril de 2007.
- El teatro Cuyás, en el escenario del antiguo cine Cuyás, es una obra del arquitecto racionalista canario Miguel Martín Fernández de la Torre. Su sala principal tiene capacidad para 940 personas, repartidas entre el patio de butacas y dos anfiteatros. Posee además un amplio patio que permite la organización de eventos al aire libre. Se está construyendo actualmente una sala alternativa y de ensayos con capacidad para un centenar de butacas.
- La Sala Insular de Teatro es un espacio escénico peculiar que se levanta en la nave principal de una antigua iglesia. En 2007, tras unas obras de remodelación, la sala volvió a abrir sus puertas al público, acogiendo pequeños montajes de compañías locales.
- El teatro Guiniguada, el antiguo teatro cine Avellaneda, fue sede de la Filmotéca Canaria. Su rehabilitación se inició en junio de 2000 para reabrirse el 27 de marzo de 2011 con una inversión pública que superó los 6 millones de euros. Desde entonces este gran teatro ha formado parte de la red canaria de artes escénicas.[64]

### Auditorios y palacios de congresos

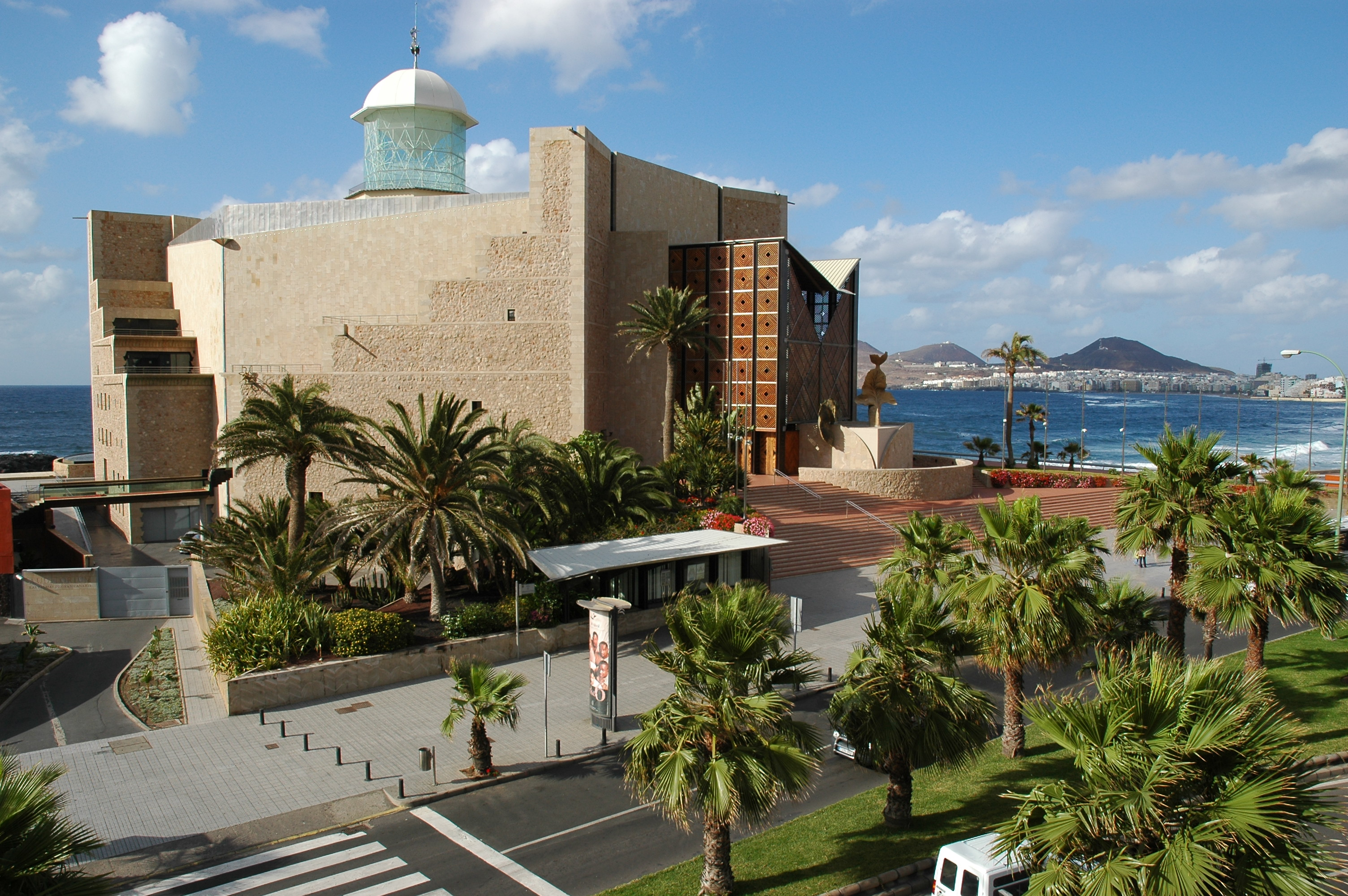
Auditorio Alfredo Kraus

- El auditorio Alfredo Kraus se halla a orillas del Atlántico, junto a la playa de Las Canteras, en una de las zonas más privilegiadas de la urbe. Cuenta con 13 200 m², en los que se disponen 11 salas que permiten acoger desde conciertos hasta convenciones y grandes congresos.
- El Palacio de Congresos de Gran Canaria se halla en las instalaciones de la Institución Ferial de Canarias, con un aforo para 800 personas en 16 000 m².
- El Centro de Iniciativas de la Caja de Ahorros de Canarias (CICCA) ocupa uno de los edificios realizados a mitad del siglo XIX en el barrio de Triana por el arquitecto Manuel Ponce de León. Es un pequeño centro de congresos con la más avanzada tecnología y capacidad para 500 personas.

### Museos y salas de exposiciones

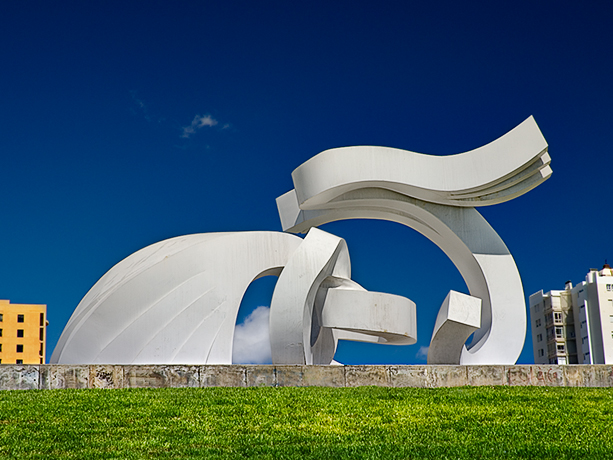
Lady Harimaguada, Martín Chirino

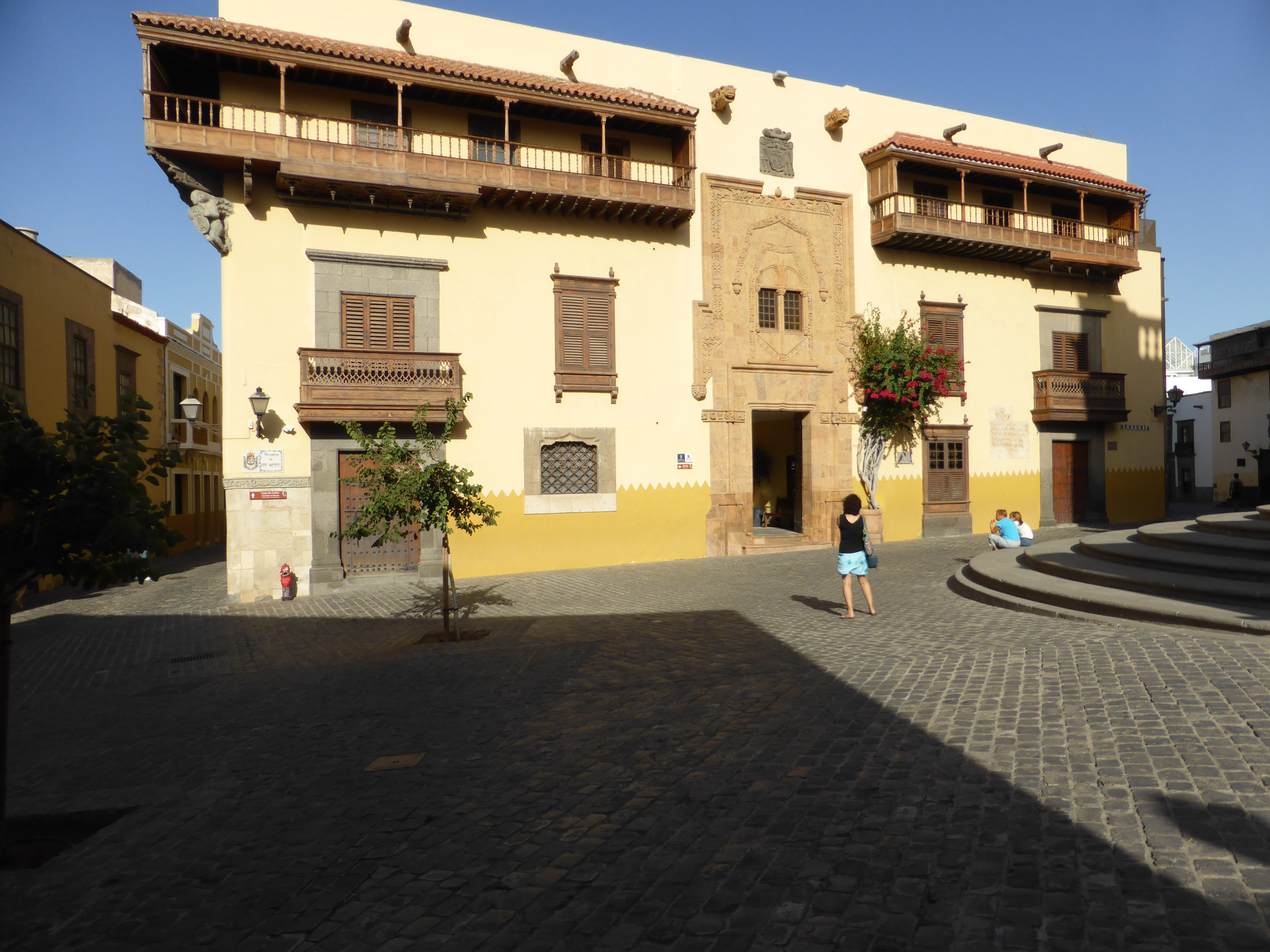
Museo Casa de Colón, con reformas historicistas

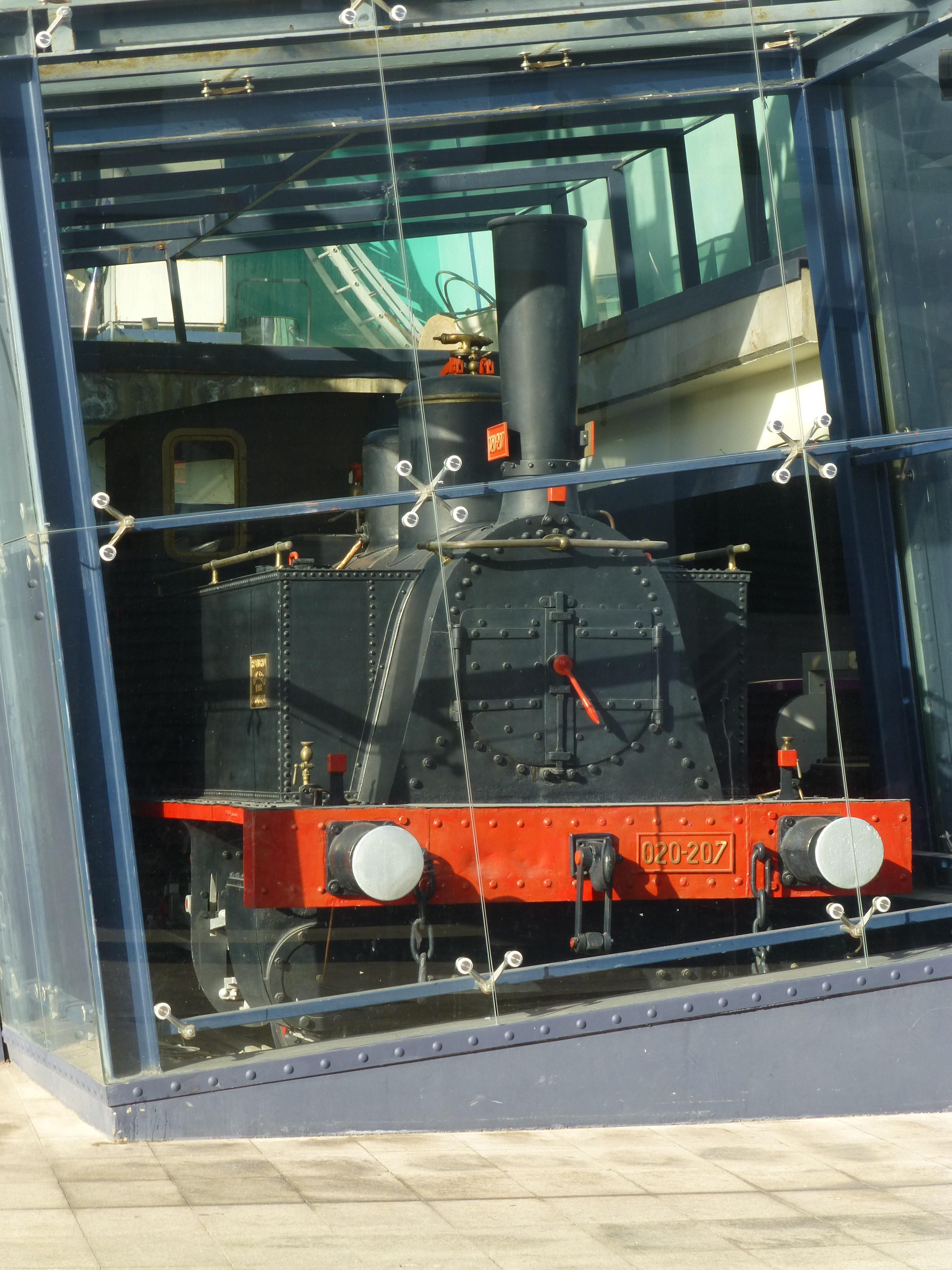
Locomotora de vapor del año 1885, que prestó servicio en Renfe, ahora en el Museo Elder

- El Centro Atlántico de Arte Moderno (CAAM), inaugurado en 1989, es una de las más importantes referencias de la vida cultural y artística de las Islas Canarias. Se encarga de divulgar el arte hecho en las islas en relación con el resto del mundo, especialmente con África, América y Europa. Posee exposiciones temporales y permanentes que abarcan desde las vanguardias históricas hasta las últimas tendencias. Ubicado en la calle de Los Balcones de Vegueta, conserva la fachada original del siglo XVIII.
- El Museo Canario se encuentra en el barrio histórico de Vegueta. Fue fundado en 1879. Se trata de una sociedad científico-cultural de rango internacional, asociada al Consejo Superior de Investigaciones Científicas (CSIC). Cuenta con una valiosa colección de objetos arqueológicos canarios, que se exhiben en 16 salas. Está dotado además de una biblioteca con más de 60.000 volúmenes, muchos de ellos sobre temas canarios. Su hemeroteca abarca desde 1785 hasta nuestros días.
- La Casa-Museo Pérez Galdós está ubicada en el otro barrio histórico de la ciudad, el de Triana. Se trata de la casa natal de Benito Pérez Galdós. Aquí se halla el mejor fondo documental sobre este novelista grancanario, con una amplia colección de documentos, libros, muebles y objetos personales del escritor. Además en el corazón de la plaza de la Feria podemos contemplar la escultura de Benito Pérez Galdós realizada por el artista Pablo Serrano en la que anualmente se deposita la tradicional ofrenda floral con motivo del Nacimiento del escritor.
- La Casa Museo de Colón se halla en la plaza de San Antonio Abad, en la trasera de la catedral. Su exposición versa sobre la historia de Canarias y su relación con América. Posee 13 salas de exposiciones permanentes, una biblioteca y un centro de estudios especializado, así como diversos espacios destinados a actividades temporales. El complejo consta de varias casas, una de las cuales fue la residencia del antiguo gobernador (más conocida ahora como casa de Colón), visitada por Cristóbal Colón durante su primer viaje a América en 1492. Se organiza en cinco áreas temáticas: América antes del Descubrimiento, Colón y sus viajes, Canarias: enclave estratégico y base de experimentación del Nuevo Mundo, Historia y génesis de la ciudad de Las Palmas, y Pintura del siglo XVI a inicios del XX.
- El Museo Elder de la Ciencia y la Tecnología está situado junto al parque de Santa Catalina. Es un espacio dedicado a la cultura científica y tecnológica, mostrándose de forma interactiva y didáctica. El edificio Elder data de finales del siglo XIX, aunque está reformado. Dispone de salas de exposiciones, talleres de física recreativa, planetario digital, cine de gran formato 3D. Conserva también algunas piezas históricas, como una auténtica locomotora de vapor y un avión supersónico de combate CASA-Northrop F-5.
- El Museo Néstor se halla en el barrio de Ciudad Jardín. Dedicado al pintor modernista Néstor Martín Fernández de la Torre, fue inaugurado en 1956 dentro del conjunto arquitectónico del Pueblo Canario, concebido por él mismo y construido por su hermano Miguel Martín Fernández de la Torre. Posee 10 salas de exposición, así como un centro de documentación y pedagogía.
- Museo Diocesano de arte sacro situado en el lateral sur de la Catedral de Canarias, en el llamado Patio de Los Naranjos.
- Museo Castillo de Mata, estuvo dedicado a la historia de la ciudad desde el siglo XV hasta la actualidad, en función de la historia del Castillo y su arqueología y la relación con el mar de la ciudad. Posteriormente se ha reconvertido en sala de exposiciones temporales y del fondo artístico del Museo Néstor de la Torre[65]
- Fundación de arte y pensamiento Martín Chirino, exposición de 25 obras del escultor grancanario Martín Chirino que forman parte de la exposición permanente en el interior del Castillo de la Luz, unas piezas que realizan un repaso por la trayectoria de artista.[66]
- Acuario Poema del Mar, instalación que representa 35 ecosistemas acuáticos distribuidos en distintos acuarios con un total de 7,5 millones de litros de agua.[67] Cuenta con el cristal curvo más grande del mundo, un metacrilato de 140 toneladas de peso, 36 m de largo y 7 m de alto.[68]
- San Martín Centro de Cultura Contemporánea, situado en Vegueta, ocupó el edificio que albergó el primer hospital de la ciudad y exhibió exposiciones temporales, de arte moderno y contemporáneo. El edificio está en proceso de ampliación y ocupará en el futuro el Museo de Bellas Artes de Gran Canaria[69]
- Centro de Arte La Regenta, se sitúa en el edificio de una antigua fábrica de tabacos, en el barrio de Puerto-Canteras. Es una institución pública dedicada al arte contemporáneo.[70]

### Festivales

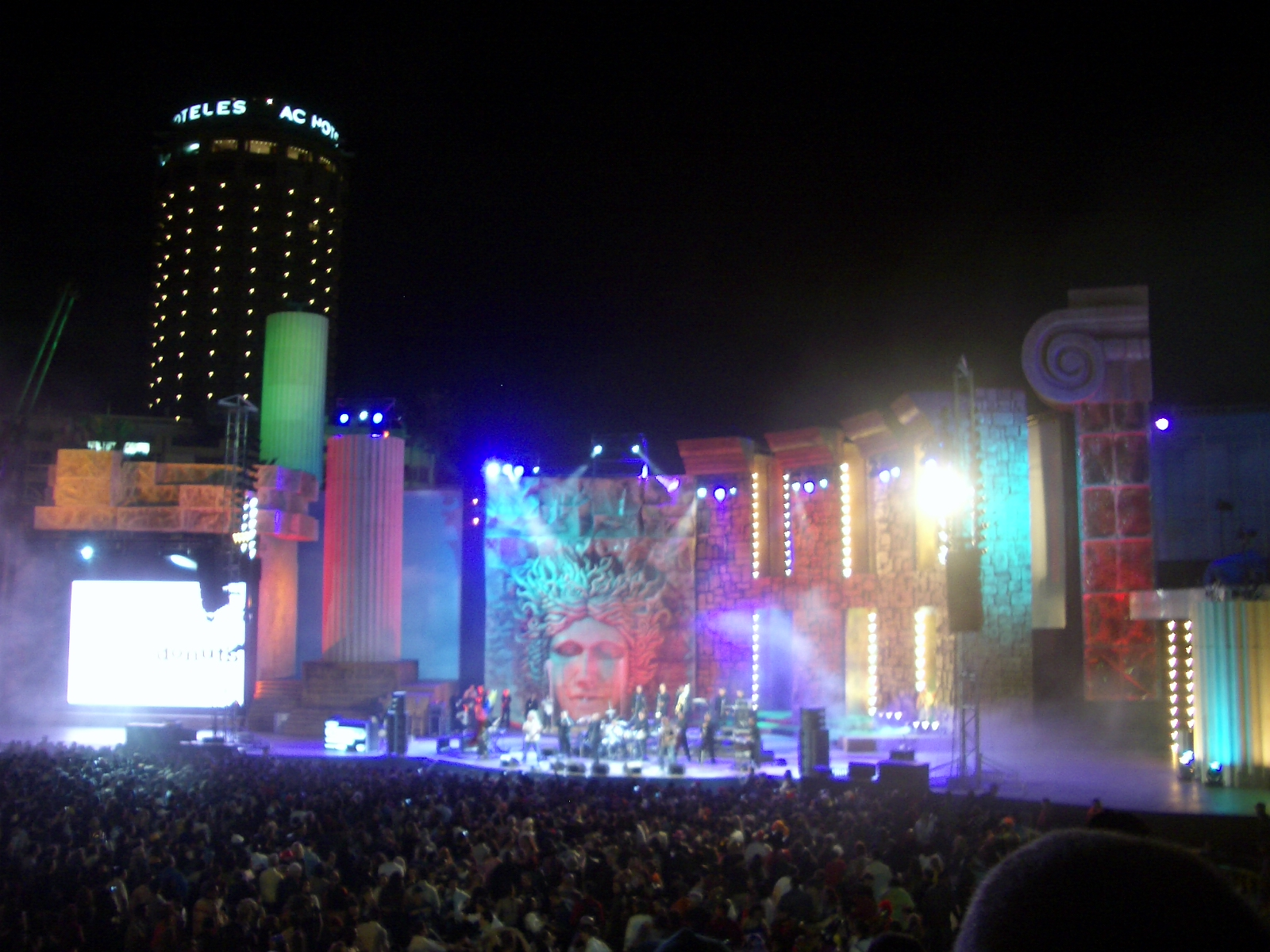
Una de las noches temáticas del Carnaval de Las Palmas de Gran Canaria 2008

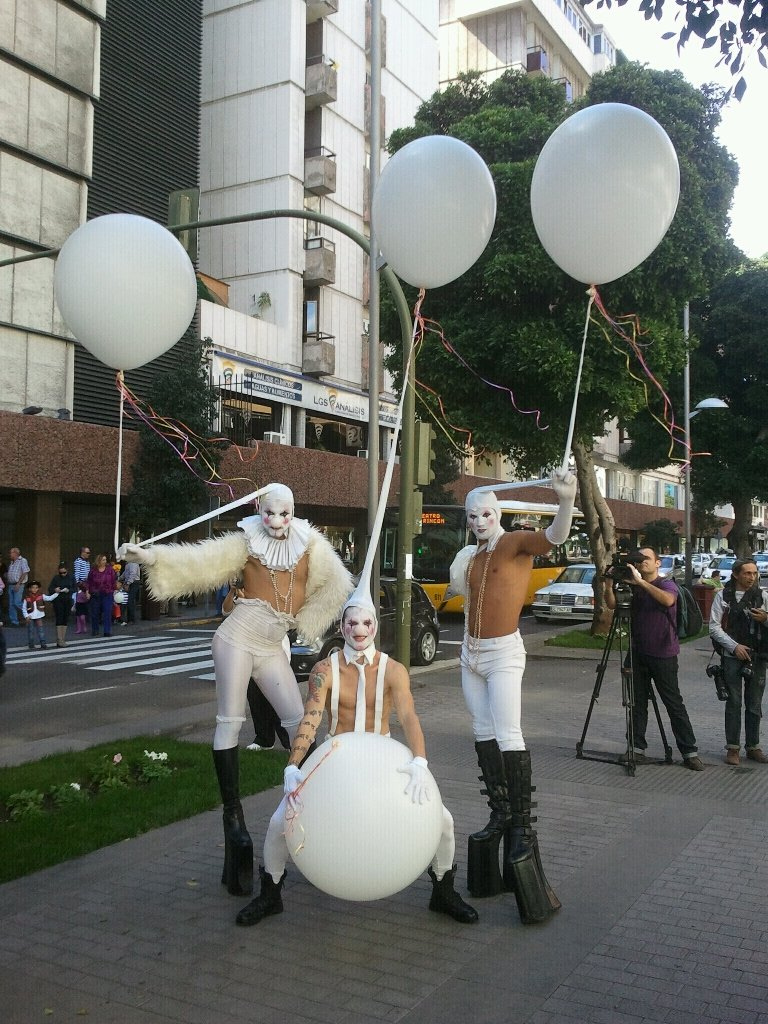
Exposición de los Drag Queen en el carnaval del 2011

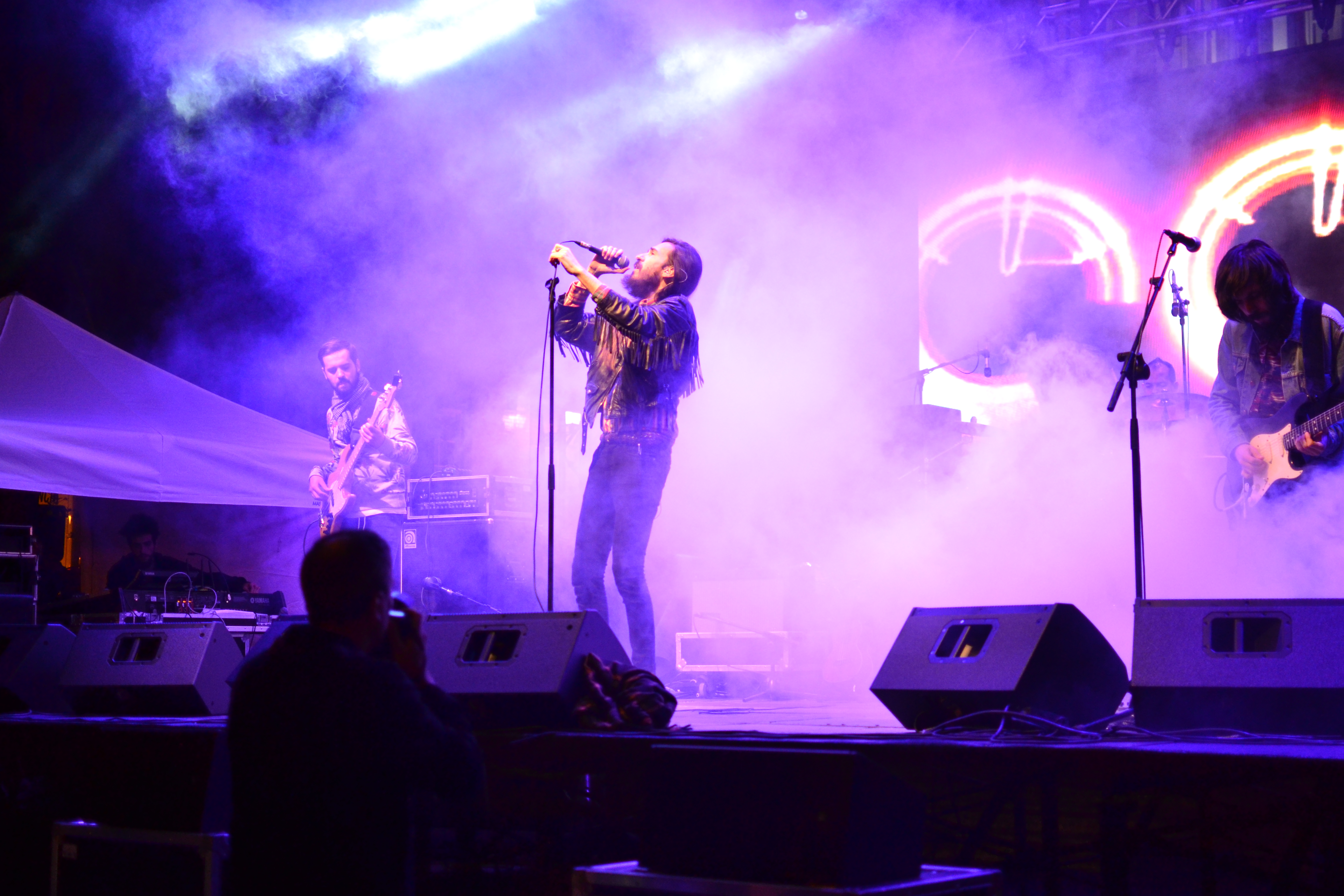
Carlos Sadness en el Monopol Music Festival 2017

- Festival Internacional de Cine de Las Palmas de Gran Canaria
  - Festival de Cine Fantástico y Terror de Las Palmas de Gran Canaria
- Festival de Música de Canarias
- Festival de Teatro, Música y Danza (Temudas fest)[72]
- Canarias Jazz
- WOMAD Las Palmas de Gran Canaria: World of Music, Arts and Dance, entre 2014 y 2016 se celebró en Fuerteventura[73] volviendo en 2017.[74]
- Festival de Ópera de Las Palmas de Gran Canaria
- Festival de Zarzuela de Canarias
- Canarias Mediafest: festival internacional de arte y culturas digitales
- Animayo: festival internacional de animación, efectos especiales y videojuegos
- Cine+Food: festival de cine y gastronomía
- Macfest: música electrónica y arte sonoro de la Macaronesia
- Monopol Music Festival.[75]

### Fiestas
- Carnaval de Las Palmas de Gran Canaria
  - Gala Drag Queen de Las Palmas de Gran Canaria
- Fiestas Fundacionales (24 de junio)
- Fiestas Oficiales de la Ciudad: 
  - Fiesta de la Virgen de la Luz en La Naval declaradas en 1985 y se celebran en octubre.
  - Fiesta de San Lorenzo declaradas en 1990 y que se celebran en agosto.
  - Fiesta del Pilar en Guanarteme declaradas en 1991 y que tienen lugar en octubre.
  - Fiesta de la Virgen de los Dolores en Ciudad Alta declaradas en 2014 y que se celebran en septiembre.
  - Fiesta de la Virgen del Carmen de La Isleta declaradas en 2016 y que se celebran en julio.
  - Semana Santa: El barrio de Vegueta, conocido como el barrio fundacional, se erige como el epicentro de la devoción y la tradición durante la Semana Santa en Las Palmas. Hay dos romerías importantes: la Procesión de las Mantillas, donde las mujeres portan con elegancia las tradicionales mantillas canarias y la Magna Procesión que congrega a las principales imágenes religiosas de los barrios históricos.[76]

### Bibliotecas
La ciudad cuenta con una amplia red de bibliotecas, repartidas por los diversos distritos. Junto a las 11 bibliotecas municipales hay que reseñar estos cuatro centros:
- La Biblioteca Insular, que cuenta con capacidad para 500 usuarios en sus tres plantas, además de un salón de actos y más de 100 conexiones de ordenador con 20 puntos de acceso a Internet.
- La Biblioteca Simón Benítez Padilla, centro especializado en Geología, Biología y Ecología que recoge el valioso fondo bibliográfico del expresidente del Museo Canario Simón Benítez Padilla, notable impulsor del estudio de la cultura canaria.
- Biblioteca Pública del Estado.[77]
- El Archivo Histórico Provincial Joaquín Blanco, que recoge 160 años de la historia de la ciudad, ya que el incendio de las Casas Consistoriales en 1845 destruyó todo el fondo documental previo.

### Patronazgo de la ciudad

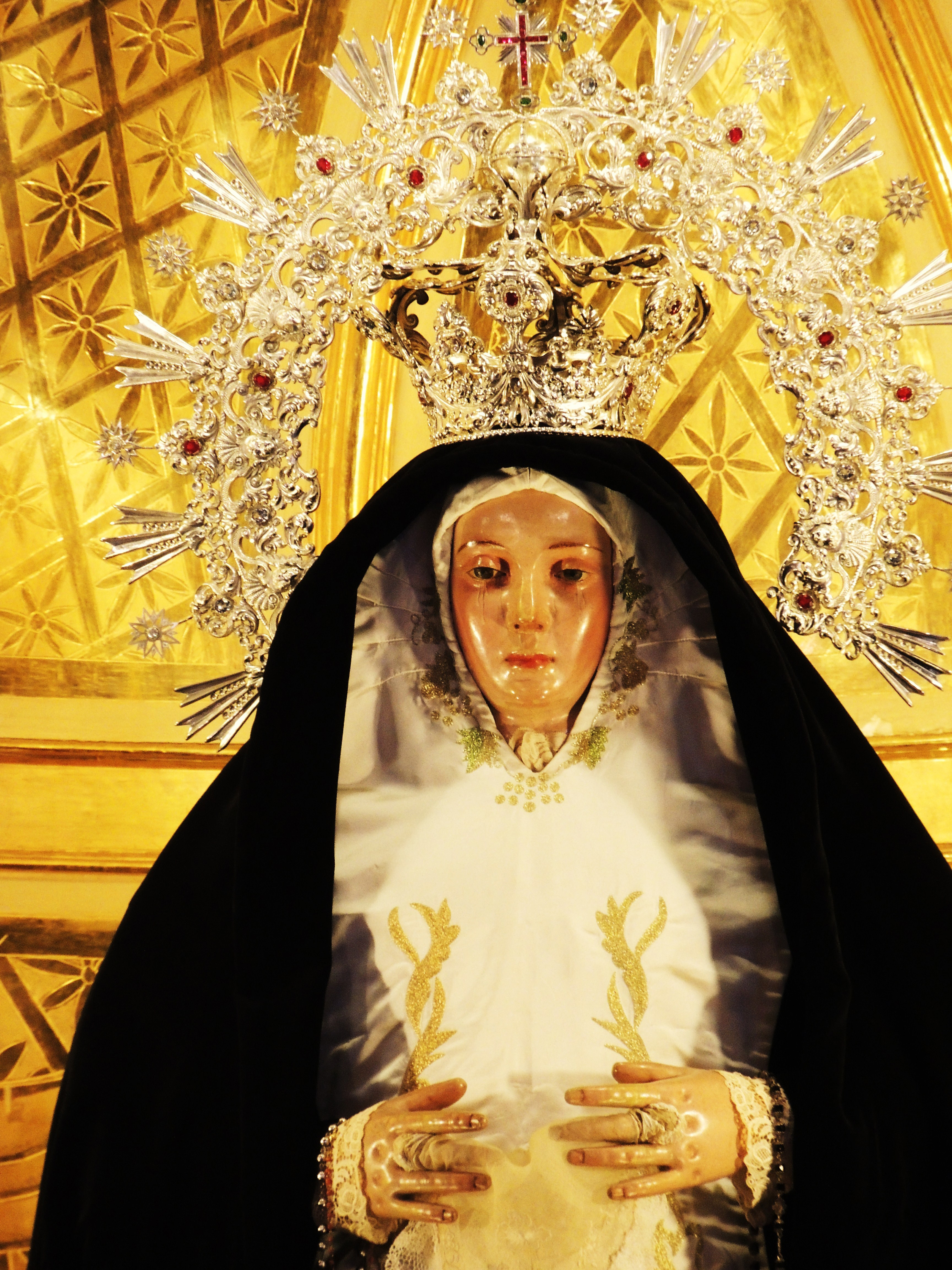
Nuestra Señora de la Soledad de la Portería, Parroquia de San Francisco de Asís. Es una de las imágenes más veneradas en la ciudad. Su procesión del Retiro es la más importante de la Semana santa de la ciudad

La patrona de la ciudad de Las Palmas de Gran Canaria y patrona histórica de la isla de Gran Canaria, es Santa Ana, cuya imagen se encuentra presidiendo la Catedral de Canarias y cuya festividad se celebra cada 26 de julio. El patrono del Ayuntamiento de la ciudad es el Santísimo Cristo de la Vera Cruz que se encuentra en la parroquia matriz de San Agustín de Hipona, su fiesta se celebra el 14 de septiembre. Pero la imagen de mayor devoción en la ciudad es Nuestra Señora del Carmen de La Isleta. Se la considera de hecho, como la segunda advocación mariana más venerada de la isla de Gran Canaria tras la Virgen del Pino, así como la más venerada de la ciudad capitalina, siendo su procesión de La Aurora, el día 16 de julio, la más multitudinaria de todas las que se celebran en Las Palmas de Gran Canaria.
Otra imagen muy venerada en la ciudad, es Nuestra Señora de la Soledad de la Portería, su procesión del Retiro es la procesión por antonomasia de la ciudad en Semana Santa. La imagen de la Virgen se venera en la parroquia de San Francisco de Asís y Santuario Mariano de Nuestra Señora de la Soledad desde el siglo XVI, aunque la actual imagen es del XVII.

### Bajada de la Virgen del Pino
Es tradición que ciertos años, la imagen de la Virgen del Pino (patrona de Gran Canaria) se traslade en peregrinación desde la Villa Mariana de Teror hasta la ciudad de Las Palmas de Gran Canaria para conmemorar diferentes efemérides religiosas. Durante estas estancias de la Virgen en la ciudad, que duran aproximadamente dos semanas, la Virgen es visitada por miles de fieles. La última bajada de la Virgen a la capital grancanaria fue entre mayo y junio de 2025. Anteriores bajadas fueron en 2014, 2000, 1988, 1965, 1954 y 1936.

### Ocio nocturno
El barrio histórico de Vegueta ha recobrado una gran popularidad en los últimos años, siendo el punto de encuentro preferido de muchos jóvenes que los fines de semana llenan sus bares de copas y lugares de ocio nocturno. En la zona del puerto se encuentran también numerosos bares y discotecas, sobre todo en las proximidades del parque Santa Catalina.
Durante el carnaval de Las Palmas de Gran Canaria, normalmente entre enero y febrero, se puede disfrutar de múltiples actividades, como los populares mogollones (verbenas) y las galas de elección de la reina y de la drag queen.
Mención especial merece el Festival WOMAD (World Of Music, Art & Dance), que generalmente en el mes de noviembre de cada año tiene como escenario a la capital grancanaria. El primer festival se celebró en Las Palmas de Gran Canaria en 1993 ininterrumpidamente hasta 2012, siendo retomado, tras 3 ediciones en 2014, 2015 y 2016 en Fuerteventura, en 2017 hasta el presente.

### Deporte
Diversos clubes que militan o han militado en las máximas categorías españolas tienen su sede en esta ciudad:
- U. D. Las Palmas: club perteneciente a la primera división de España. Disputa sus partidos en el estadio de Gran Canaria, anteriormente los disputaba en el Estadio Insular.
- Club Baloncesto Gran Canaria: perteneciente a la Liga ACB de baloncesto y asiduo participante en competiciones europeas, en la temporada 2022-23 se proclamó campeón de la Eurocup. Disputa sus partidos en el Gran Canaria Arena, anteriormente los disputaba en el Centro Insular de Deportes.
- Club Baloncesto Islas Canarias: equipo de baloncesto femenino que compite en la Liga Femenina.
- Club Voleibol J.A.V. Olímpico: equipo femenino que milita en la Superliga.
- Club Voleibol Guaguas: equipo masculino que milita en la Superliga.
- Club Deportivo Heidelberg: equipo femenino de voleibol que milita en la Superliga
- Club Molina Sport: equipo masculino de hockey línea.
- Unión Deportiva Taburiente: equipos masculino y femenino de hockey sobre hierba.
- Gran Canaria Futsal: equipo de fútbol sala masculino que compite en la tercera categoría del fútbol sala español.
- A. D. Teldeportivo: equipo femenino de fútbol sala que milita en la primera división.
- ADM Econy Gran Canaria: equipo de baloncesto en silla de ruedas que milita en la Liga BSR.

La ciudad fue subsede del Mundobasket 2014 que organizó la Federación Española de Baloncesto, para lo cual se construyó el pabellón polideportivo en el barrio de Siete Palmas.
Destacan los deportes acuáticos, con las tradicionales regatas de vela latina, que se realizan cada fin de semana en la bahía de Las Palmas de Gran Canaria, así como varias instituciones que fomentan dichos deportes y el golf:
- Real Club Náutico de Gran Canaria, club con numerosos campeones olímpicos y mundiales de diversas categorías.[87]
- Club Natación Metropole.
- Club Natación Las Palmas.
- Real Club de Golf de Las Palmas, fundado el 17 de diciembre de 1891, siendo el decano de los clubes de España.[88]

Entre otras pruebas atléticas las más notables:
- La Transgrancanaria, prueba de trail running que recorre la isla y que en diferentes ediciones ha tenido salida o llegada en la capital.
- La Gran Canaria Maratón, recorre íntegramente las calles de la ciudad, tanto las modalidades de maratón como de media maratón.
- LPA Night Run, es una nueva prueba, que recorre los lugares de interés de la ciudad de noche, aprovechando las buenas temperaturas que tiene la ciudad.

## Ciudades hermanadas
Oficialmente, la ciudad de Las Palmas de Gran Canaria está hermanada con tres localidades:
- San Antonio, Texas, Estados Unidos (25 de septiembre de 1975)
- Nuadibú, Mauritania (31 de octubre de 1986)
- Garachico, Tenerife, España (30 de octubre de 1998)

Además, el municipio ha aprobado en el Pleno su voluntad de hermanamiento con las siguientes ciudades, si bien aún no se han oficializado dichos hermanamientos:
- Praia, Cabo Verde (27 de febrero de 2009)
- Rabat, Marruecos (27 de marzo de 2009)
- Xiamen, República Popular de China (27 de marzo de 2009)
- Martinsicuro, Italia (23 de marzo de 2010)
- Gdansk, Polonia (25 de febrero de 2011)
- Génova, Italia (25 de febrero de 2011)
- Vigo, España (25 de febrero de 2011)[90]